# 第64回有馬記念
第64回有馬記念（だい64かいありまきねん）は、2019年12月22日に中山競馬場で施行された競馬の競走である。ダミアン・レーンが騎乗したリスグラシューが優勝した。
リスグラシューは同一年の第60回宝塚記念と第64回有馬記念を制し、史上初めて牝馬によるグランプリダブル制覇を達成した。

## ファン投票の結果
11月16日から12月1日までファン投票が行われ、11月21日に第1回中間発表、11月28日に第2回中間発表、12月5日に最終発表が行われた。最終の有効投票総数は1,577,760票だった。
以下の表において出走馬は灰色の枠で表示する。
- 最終順位上位100頭[6][7]

| 最終順位 | 馬名               | 性齢 | 最終票数 | 管理調教師 | 主な勝ち鞍 | 主な勝ち鞍 | 主な勝ち鞍                       | 出典   |
| 最終順位 | 馬名               | 性齢 | 最終票数 | 管理調教師 | 年         | 格         | 競走名                           | 出典   |
| -------- | ------------------ | ---- | -------- | ---------- | ---------- | ---------- | -------------------------------- | ------ |
| 1位      | アーモンドアイ     | 牝4  | 109,885  | 国枝栄     | 2018年     | GI         | ジャパンカップ                   | [ 8 ]  |
| 2位      | リスグラシュー     | 牝5  | 94,357   | 矢作芳人   | 2019年     | GI         | 宝塚記念                         | [ 9 ]  |
| 3位      | キセキ             | 牡5  | 93,224   | 角居勝彦   | 2017年     | GI         | 菊花賞                           | [ 10 ] |
| 4位      | サートゥルナーリア | 牡3  | 83,491   | 角居勝彦   | 2019年     | GI         | 皐月賞                           | [ 11 ] |
| 5位      | ブラストワンピース | 牡4  | 75,047   | 大竹正博   | 2018年     | GI         | 有馬記念                         | [ 12 ] |
| 6位      | フィエールマン     | 牡4  | 68,451   | 手塚貴久   | 2019年     | GI         | 天皇賞（春）                     | [ 13 ] |
| 7位      | ワールドプレミア   | 牡3  | 67,887   | 友道康夫   | 2019年     | GI         | 菊花賞                           | [ 14 ] |
| 8位      | スワーヴリチャード | 牡5  | 61,599   | 庄野靖志   | 2019年     | GI         | ジャパンカップ                   | [ 15 ] |
| 9位      | レイデオロ         | 牡5  | 60,594   | 藤沢和雄   | 2017年     | GI         | 東京優駿（日本ダービー）         | [ 16 ] |
| 10位     | ワグネリアン       | 牡4  | 58,115   | 友道康夫   | 2018年     | GI         | 東京優駿（日本ダービー）         | [ 17 ] |
| 11位     | ラッキーライラック | 牝4  | 49,732   | 松永幹夫   | 2019年     | GI         | エリザベス女王杯                 | [ 18 ] |
| 12位     | アルアイン         | 牡5  | 46,494   | 池江泰寿   | 2019年     | GI         | 大阪杯                           | [ 19 ] |
| 13位     | シュヴァルグラン   | 牡7  | 39,831   | 友道康夫   | 2017年     | GI         | ジャパンカップ                   | [ 20 ] |
| 14位     | オジュウチョウサン | 牡8  | 36,467   | 和田正一郎 | 2016年     | JGI        | 中山グランドジャンプ             | [ 21 ] |
| 15位     | ラヴズオンリーユー | 牝3  | 33,392   | 矢作芳人   | 2019年     | GI         | 優駿牝馬（オークス）             | [ 22 ] |
| 16位     | ダノンプレミアム   | 牡4  | 27,764   | 中内田充正 | 2017年     | GI         | 朝日杯フューチュリティステークス | [ 23 ] |
| 17位     | ヴェロックス       | 牡3  | 26,578   | 中内田充正 | 2019年     | L          | 若駒ステークス                   | [ 24 ] |
| 18位     | アエロリット       | 牝5  | 26,180   | 菊沢隆徳   | 2017年     | GI         | NHKマイルカップ                  | [ 25 ] |
| 19位     | クロノジェネシス   | 牝3  | 25,048   | 斉藤崇史   | 2019年     | GI         | 秋華賞                           | [ 26 ] |
| 20位     | ユーキャンスマイル | 牡4  | 24,606   | 友道康夫   | 2019年     | GIII       | 新潟記念                         | [ 27 ] |

| 20位以下 | 20位以下           | 20位以下 | 20位以下 | 20位以下   | 20位以下   | 20位以下   | 20位以下                       | 20位以下 |
| 最終順位 | 馬名               | 性齢     | 最終票数 | 管理調教師 | 主な勝ち鞍 | 主な勝ち鞍 | 主な勝ち鞍                     | 出典     |
| 最終順位 | 馬名               | 性齢     | 最終票数 | 管理調教師 | 年         | 格         | 競走名                         | 出典     |
| -------- | ------------------ | -------- | -------- | ---------- | ---------- | ---------- | ------------------------------ | -------- |
| 21位     | メロディーレーン   | 牝3      | 20,118   | 森田直行   | 2019年     | 1勝        | 3歳以上1勝クラス               | [ 29 ]   |
| 22位     | マカヒキ           | 牡6      | 18,272   | 友道康夫   | 2016年     | GI         | 東京優駿（日本ダービー）       | [ 30 ]   |
| 23位     | エタリオウ         | 牡4      | 17,342   | 友道康夫   | 2017年     | 未勝利     | 2歳未勝利                      | [ 32 ]   |
| 24位     | クロコスミア       | 牝6      | 16,424   | 西浦勝一   | 2017年     | GII        | 府中牝馬ステークス             | [ 33 ]   |
| 25位     | インディチャンプ   | 牡4      | 16,354   | 音無秀孝   | 2019年     | GI         | 安田記念                       | [ 34 ]   |
| 26位     | ディアドラ         | 牝5      | 15,690   | 橋田満     | 2017年     | GI         | 秋華賞                         | [ 35 ]   |
| 27位     | ダノンキングリー   | 牡3      | 14,471   | 萩原清     | 2019年     | GII        | 毎日王冠                       | [ 36 ]   |
| 28位     | メールドグラース   | 牡5      | 13,499   | 清水久詞   | 2019年     | G1         | コーフィールドカップ           | [ 37 ]   |
| 29位     | カレンブーケドール | 牝3      | 12,796   | 国枝栄     | 2019年     | L          | スイートピーステークス         | [ 38 ]   |
| 30位     | エポカドーロ       | 牡4      | 12,218   | 藤原英昭   | 2018年     | GI         | 皐月賞                         | [ 39 ]   |
| 31位     | グランアレグリア   | 牝3      | 9431     | 藤沢和雄   | 2019年     | GI         | 桜花賞                         | [ 40 ]   |
| 32位     | ウインブライト     | 牡5      | 8924     | 畠山吉宏   | 2019年     | G1         | クイーンエリザベス2世カップ    | [ 41 ]   |
| 33位     | タワーオブロンドン | 牡4      | 8360     | 藤沢和雄   | 2019年     | GI         | スプリンターズステークス       | [ 42 ]   |
| 34位     | ノームコア         | 牝4      | 7569     | 荻原清     | 2019年     | GI         | ヴィクトリアマイル             | [ 43 ]   |
| 35位     | ミッキースワロー   | 牡5      | 7462     | 菊沢隆徳   | 2017年     | GII        | セントライト記念               | [ 44 ]   |
| 36位     | アドマイヤマーズ   | 牡3      | 7262     | 友道康夫   | 2019年     | GI         | NHKマイルカップ                | [ 45 ]   |
| 37位     | サトノルークス     | 牡3      | 6724     | 池江泰寿   | 2019年     | L          | すみれステークス               | [ 46 ]   |
| 38位     | ダンビュライト     | 牡5      | 5848     | 音無秀孝   | 2018年     | GII        | アメリカジョッキークラブカップ | [ 47 ]   |
| 39位     | シゲルピンクダイヤ | 牝3      | 5792     | 渡辺薫彦   | 2018年     | 未勝利     | 2歳未勝利                      | [ 49 ]   |
| 40位     | インティ           | 牡5      | 5714     | 野中賢二   | 2019年     | GI         | フェブラリーステークス         | [ 50 ]   |

| 40位以下 | 40位以下           | 40位以下 | 40位以下 | 40位以下   | 40位以下   | 40位以下   | 40位以下                    | 40位以下 |
| 最終順位 | 馬名               | 性齢     | 最終票数 | 管理調教師 | 主な勝ち鞍 | 主な勝ち鞍 | 主な勝ち鞍                  | 出典     |
| 最終順位 | 馬名               | 性齢     | 最終票数 | 管理調教師 | 年         | 格         | 競走名                      | 出典     |
| -------- | ------------------ | -------- | -------- | ---------- | ---------- | ---------- | --------------------------- | -------- |
| 41位     | ミスターメロディ   | 牡4      | 5471     | 藤原英昭   | 2019年     | GI         | 高松宮記念                  | [ 51 ]   |
| 42位     | グローリーヴェイズ | 牡4      | 5217     | 尾関知人   | 2019年     | GII        | 日経新春杯                  | [ 52 ]   |
| 43位     | ペルシアンナイト   | 牡5      | 4771     | 池江泰寿   | 2017年     | GI         | マイルチャンピオンシップ    | [ 53 ]   |
| 44位     | ニシノデイジー     | 牡3      | 4463     | 高木登     | 2018年     | GIII       | 東京スポーツ杯2歳ステークス | [ 54 ]   |
| 45位     | レッツゴードンキ   | 牝7      | 4226     | 梅田智之   | 2015年     | GI         | 桜花賞                      | [ 55 ]   |
| 46位     | クリンチャー       | 牡5      | 4051     | 宮本博     | 2018年     | GII        | 京都記念                    | [ 56 ]   |
| 47位     | スティッフェリオ   | 牡5      | 3942     | 音無秀孝   | 2019年     | GII        | オールカマー                | [ 57 ]   |
| 48位     | ムイトオブリガード | 牡5      | 3484     | 角田晃一   | 2019年     | GII        | アルゼンチン共和国杯        | [ 58 ]   |
| 49位     | ダノンファンタジー | 牝3      | 3320     | 中内田充正 | 2018年     | GI         | 阪神ジュベナイルフィリーズ  | [ 59 ]   |
| 50位     | ジナンボー         | 牡4      | 2923     | 堀宣行     | 2019年     | 3勝        | ジューンステークス          | [ 60 ]   |
| 51位     | クレッシェンドラヴ | 牡5      | 2877     | 林徹       | 2019年     | GIII       | 福島記念                    | [ 61 ]   |
| 52位     | サングレーザー     | 牡5      | 2770     | 浅見秀一   | 2018年     | GII        | 札幌記念                    | [ 62 ]   |
| 53位     | ステルヴィオ       | 牡4      | 2757     | 木村哲也   | 2018年     | GI         | マイルチャンピオンシップ    | [ 63 ]   |
| 54位     | ステイフーリッシュ | 牡4      | 2708     | 矢作芳人   | 2018年     | GII        | 京都新聞杯                  | [ 64 ]   |
| 55位     | スカーレットカラー | 牝4      | 2569     | 高橋亮     | 2019年     | GII        | 府中牝馬ステークス          | [ 65 ]   |
| 56位     | ノーブルマーズ     | 牡6      | 2559     | 宮本博     | 2018年     | 1600万下   | 迎春ステークス              | [ 67 ]   |
| 57位     | ハッピーグリン     | 牡4      | 2323     | 長谷川浩大 | 2018年     | M1         | OROカップ                   | [ 68 ]   |
| 58位     | サトノキングダム   | 牡6      | 2246     | 国枝栄     | 2019年     | 3勝        | 阿武隈ステークス            | [ 70 ]   |
| 59位     | レイエンダ         | 牡4      | 2223     | 藤沢和雄   | 2019年     | GIII       | エプソムカップ              | [ 71 ]   |
| 60位     | コパノキッキング   | 騸4      | 2142     | 村山明     | 2019年     | GIII       | 根岸ステークス              | [ 72 ]   |

| 60位以下 | 60位以下           | 60位以下 | 60位以下 | 60位以下   | 60位以下   | 60位以下   | 60位以下                | 60位以下 |
| 最終順位 | 馬名               | 性齢     | 最終票数 | 管理調教師 | 主な勝ち鞍 | 主な勝ち鞍 | 主な勝ち鞍              | 出典     |
| 最終順位 | 馬名               | 性齢     | 最終票数 | 管理調教師 | 年         | 格         | 競走名                  | 出典     |
| -------- | ------------------ | -------- | -------- | ---------- | ---------- | ---------- | ----------------------- | -------- |
| 61位     | パフォーマプロミス | 牡7      | 2109     | 藤原英昭   | 2018年     | GII        | 日経新春杯              | [ 73 ]   |
| 62位     | モズアスコット     | 牡5      | 2078     | 矢作芳人   | 2018年     | GI         | 安田記念                | [ 74 ]   |
| 63位     | ルックトゥワイス   | 牡6      | 2070     | 藤原英昭   | 2019年     | GII        | 目黒記念                | [ 75 ]   |
| 64位     | ソウルスターリング | 牝5      | 2053     | 藤沢和雄   | 2017年     | GI         | 優駿牝馬（オークス）    | [ 76 ]   |
| 65位     | エアスピネル       | 牡6      | 1965     | 笹田和秀   | 2015年     | GII        | デイリー杯2歳ステークス | [ 77 ]   |
| 66位     | ダノンキングダム   | 牡5      | 1724     | 安田隆行   | 2019年     | 1600万下   | 府中ステークス          | [ 79 ]   |
| 67位     | マイスタイル       | 牡5      | 1640     | 昆貢       | 2019年     | GIII       | 函館記念                | [ 80 ]   |
| 68位     | カデナ             | 牡5      | 1625     | 中竹和也   | 2017年     | GII        | 弥生賞                  | [ 81 ]   |
| 69位     | ショウナンバッハ   | 牡8      | 1619     | 上原博之   | 2015年     | 1600万下   | ノベンバーステークス    | [ 83 ]   |
| 70位     | クルーガー         | 牡7      | 1595     | 高野友和   | 2016年     | GII        | マイラーズカップ        | [ 84 ]   |
| 71位     | メイショウテンゲン | 牡3      | 1550     | 池添兼雄   | 2019年     | GII        | 弥生賞                  | [ 85 ]   |
| 72位     | ビーチサンバ       | 牝3      | 1478     | 友道康夫   | 2018年     | 新馬       | 2歳新馬                 | [ 87 ]   |
| 73位     | ベイビーステップ   | 牡5      | 1410     | 菊川正達   | 2018年     | 1000万下   | 比良山特別              | [ 89 ]   |
| 74位     | ハヤヤッコ         | 牡3      | 1338     | 国枝栄     | 2019年     | GIII       | レパードステークス      | [ 90 ]   |
| 75位     | ミッキーチャーム   | 牝4      | 1282     | 中内田充正 | 2019年     | GII        | 阪神牝馬ステークス      | [ 91 ]   |
| 76位     | アドマイヤジャスタ | 牡3      | 1244     | 須貝尚介   | 2018年     | 500万下    | 紫菊賞                  | [ 93 ]   |
| 77位     | タニノフランケル   | 牡4      | 1227     | 角居勝彦   | 2018年     | 1600万下   | 大原ステークス          | [ 95 ]   |
| 78位     | ポポカテペトル     | 牡5      | 1212     | 友道康夫   | 2018年     | 1600万下   | 烏丸ステークス          | [ 97 ]   |
| 79位     | ジェネラーレウーノ | 牡4      | 1170     | 矢野英一   | 2018年     | GII        | セントライト記念        | [ 98 ]   |
| 80位     | ドレッドノータス   | 騸6      | 1165     | 矢作芳人   | 2019年     | GII        | 京都大賞典              | [ 99 ]   |

| 80位以下 | 80位以下           | 80位以下 | 80位以下 | 80位以下   | 80位以下   | 80位以下   | 80位以下               | 80位以下 |
| 最終順位 | 馬名               | 性齢     | 最終票数 | 管理調教師 | 主な勝ち鞍 | 主な勝ち鞍 | 主な勝ち鞍             | 出典     |
| 最終順位 | 馬名               | 性齢     | 最終票数 | 管理調教師 | 年         | 格         | 競走名                 | 出典     |
| -------- | ------------------ | -------- | -------- | ---------- | ---------- | ---------- | ---------------------- | -------- |
| 81位     | プリモシーン       | 牝4      | 1163     | 木村哲也   | 2018年     | GIII       | 関屋記念               | [ 100 ]  |
| 82位     | サトノアーサー     | 牡5      | 1159     | 池江泰寿   | 2018年     | GIII       | エプソムカップ         | [ 101 ]  |
| 83位     | ヨシオ             | 牡6      | 1103     | 森秀行     | 2018年     | 1600万下   | 下総ステークス         | [ 103 ]  |
| 84位     | ガンコ             | 牡6      | 1069     | 武英智     | 2018年     | GII        | 日経賞                 | [ 104 ]  |
| 85位     | サラキア           | 牝4      | 1052     | 池添学     | 2018年     | 500万下    | 青島特別               | [ 106 ]  |
| 86位     | ザダル             | 牡3      | 1037     | 大竹正博   | 2019年     | L          | プリンシパルステークス | [ 107 ]  |
| 87位     | ゴールドドリーム   | 牡6      | 1032     | 平田修     | 2017年     | GI         | フェブラリーステークス | [ 108 ]  |
| 88位     | クロスケ           | 牡4      | 1003     | 水野貴広   | 2017年     | 新馬       | 2歳新馬                | [ 110 ]  |
| 89位     | ダノンスマッシュ   | 牡4      | 996      | 安田隆行   | 2019年     | GIII       | キーンランドカップ     | [ 111 ]  |
| 90位     | マルターズアポジー | 牡7      | 995      | 堀井雅広   | 2017年     | GIII       | 小倉大賞典             | [ 112 ]  |
| 91位     | ランフォザローゼス | 牡3      | 980      | 藤沢和雄   | 2018年     | 新馬       | 2歳新馬                | [ 114 ]  |
| 92位     | タガノディアマンテ | 牡3      | 973      | 鮫島一歩   | 2018年     | 未勝利     | 2歳未勝利              | [ 116 ]  |
| 93位     | ビックリシタナモー | 牡5      | 963      | 音無秀孝   | 2019年     | 3勝        | 大阪スポーツ杯         | [ 118 ]  |
| 94位     | アフリカンゴールド | 騸4      | 946      | 西園正都   | 2019年     | 3勝        | 六社ステークス         | [ 120 ]  |
| 95位     | リッジマン         | 牡6      | 940      | 庄野靖志   | 2018年     | GII        | ステイヤーズステークス | [ 121 ]  |
| 96位     | オメガパフューム   | 牡4      | 939      | 安田翔伍   | 2018年     | GIII       | シリウスステークス     | [ 122 ]  |
| 97位     | ファンタジスト     | 死亡     | 920      | 梅田智之   | 2018年     | GII        | 京王杯2歳ステークス    | [ 123 ]  |
| 98位     | ダイワキャグニー   | 牡5      | 907      | 菊沢隆徳   | 2018年     | OP         | メイステークス         | [ 125 ]  |
| 99位     | ロジクライ         | 牡6      | 897      | 須貝尚介   | 2018年     | GIII       | 富士ステークス         | [ 126 ]  |
| 100位    | レッドジェニアル   | 牡3      | 890      | 高橋義忠   | 2019年     | GII        | 京都新聞杯             | [ 127 ]  |

## レース施行前の状況

### 主な前哨戦の結果

#### 凱旋門賞
| 着順 | 馬名（調教国）   | 性齢 | 騎手         | 斤量 | タイム | 着差     | 人気（JRA） |
| ---- | ---------------- | ---- | ------------ | ---- | ------ | -------- | ----------- |
| 1    | ヴァルトガイスト | 牡5  | P.ブドー     | 59.5 | 2:31.9 |          | 9           |
| 2    | エネイブル       | 牝5  | L.デットーリ | 58   |        | 1馬身3/4 | 1           |
| 3    | ソットサス       | 牡3  | C.デムーロ   | 56.5 |        | 1馬身3/4 | 3           |
|      |                  |      |              |      |        |          |             |
| 7    | キセキ           | 牡5  | C.スミヨン   | 59.5 |        |          | 7           |
|      |                  |      |              |      |        |          |             |
| 12   | フィエールマン   | 牡4  | C.ルメール   | 59.5 |        |          | 4           |

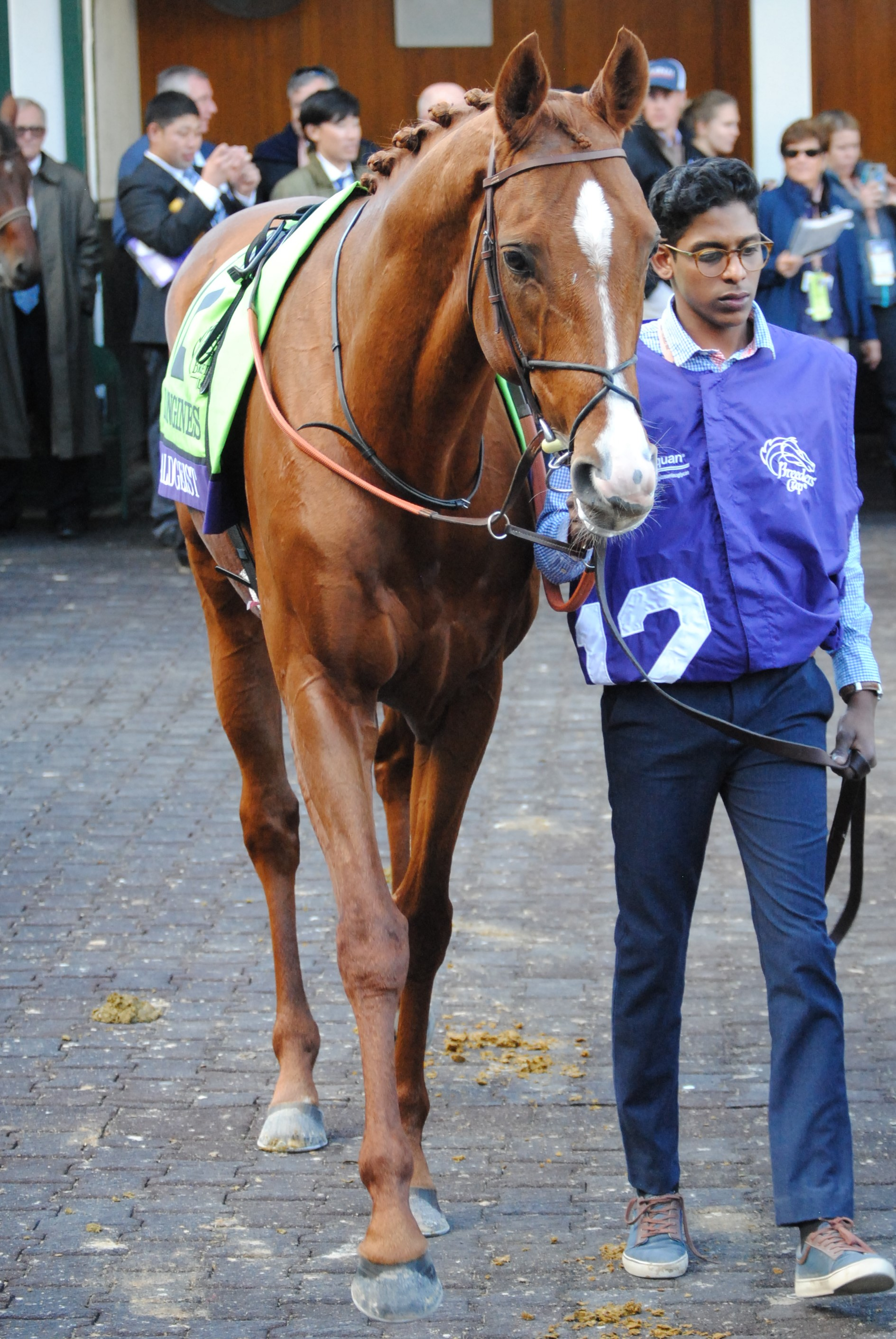
凱旋門賞を制したヴァルトガイスト

凱旋門賞は、イギリスのヴァルトガイストが制した。
参戦した3頭の日本調教馬（キセキ、フィエールマン、ブラストワンピース）のうち最先着である7着はキセキ。騎乗したクリストフ・スミヨンは、「とても良いレースでした。ずっとヴァルトガイストの隣を走っていて、3コーナーから4コーナーまで順調でしたが、直線はスピードを上げることができませんでした。パリロンシャンの馬場は特殊で、この粘りの強い馬場はキセキには適していませんでした」と振り返り、管理する角居勝彦調教師は、「残念です。前目での競馬をする作戦だったので、思っていたポジションとは違いました。馬群に入りましたが、それほどは引っ掛かっていなかったように思いますし、この馬場も苦手ではなかったはずですが、やはり日本馬にこの馬場をこなすのは難しいですね。ヴィクトワールピサ以来でしたが、凱旋門賞は世界の名馬、名調教師が集うレースで、この挑戦は楽しかったです。」とコメントした。
12頭中11着に敗れたブラストワンピースから、さらに15馬身離された最下位の12着にフィエールマン。騎乗したクリストフ・ルメールは、「残念です。もっと良い結果を求めましたが、早目にバテてしまいました。馬場が重すぎて走りにくかったので、加速できませんでした。馬のコンディションは良かったのですが、パリロンシャンのコースも難しい。やはりもっと速い馬場が良いです。前に行ったのは作戦ではありませんでしたが、スタートが良かったのであのポジションになりました。それでちょっと引っ掛かってしまった。」と回顧し、管理している手塚貴久調教師は「正攻法の競馬で打ちのめされました。馬場を歩いて、後ろ目での作戦を立てていましたが、思った以上に良いスタートが切れて面食らいました。レース中はそれでも粘ってくれるかと期待しましたが、やはり難しかったです。ニューマーケットからの輸送でしたが、状態は良く落ち着いていたし、レースまでの流れは良かったと思います。馬場の悪さは分かっていたことなので敗因にはできません。凱旋門賞のような最高峰のレースに、しっかりと調整して本番に向かえたのは良い経験になりました。これをどこかで生かしたいし、またリベンジしたいと思います。」とした。
レース後、10月9日にフィエールマンが、翌10日にキセキが成田国際空港にそれぞれ帰国、競馬学校の国際厩舎に入厩し、輸入検疫が行われた。

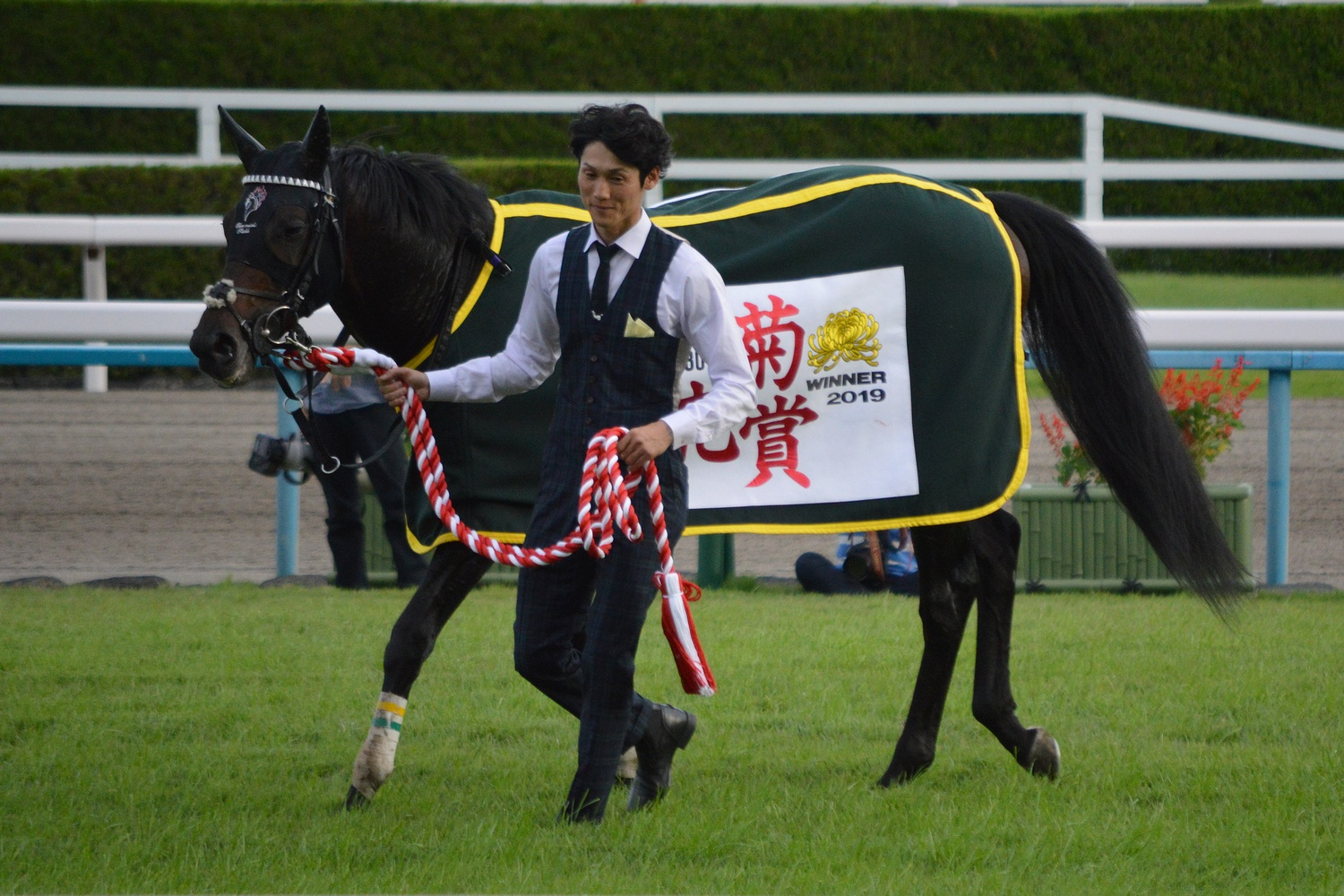
菊花賞を制したワールドプレミア

#### 菊花賞
| 着順 | 馬名             | 性齢 | 騎手     | 斤量 | タイム | 着差  | 着差 | 人気 |
| ---- | ---------------- | ---- | -------- | ---- | ------ | ----- | ---- | ---- |
| 1    | ワールドプレミア | 牡3  | 武豊     | 57   | 3:06.0 |       |      | 3    |
| 2    | サトノルークス   | 牡3  | 福永祐一 | 57   | 3:06.0 | クビ  | 0.0  | 8    |
| 3    | ヴェロックス     | 牡3  | 川田将雅 | 57   | 3:06.2 | 1馬身 | 0.2  | 1    |

菊花賞は、ワールドプレミアが制した。馬群の中団、馬場の内側に折り合いをつけて控え、最後の直線でその内側から抜け出し外から追い込んできたサトノルークスをクビ差退けて1着となった。騎乗した武豊は、「いい状態でしたし、勝てるレースをしようと思っていました。スタートを出て道中はずっと折り合いがついていましたし、上手に走ってくれました。最後の1冠に間に合って勝ってくれたし、ディープ（インパクト）産駒といこともありましたからね。僕自身、久しぶりのGIなのでうれしいです」と回顧した。
1番人気に推されたヴェロックスは、最後の直線で5番手から抜け出し、一時先頭に立ったが内側と外側で抜け出た2頭に前を譲り3着となった。騎乗した川田将雅は、「位置取りもリズムも良く、いい内容でしっかり走ってくれました。3000メートルの距離が長かったと思わざるを得ないような、最後の直線での苦しさでした」とし、管理する中内田充正調教師は、「馬自身は一生懸命頑張ったし、地力だけで３着に残ってくれた。まだ3歳だし、今後に期待したい」とした。

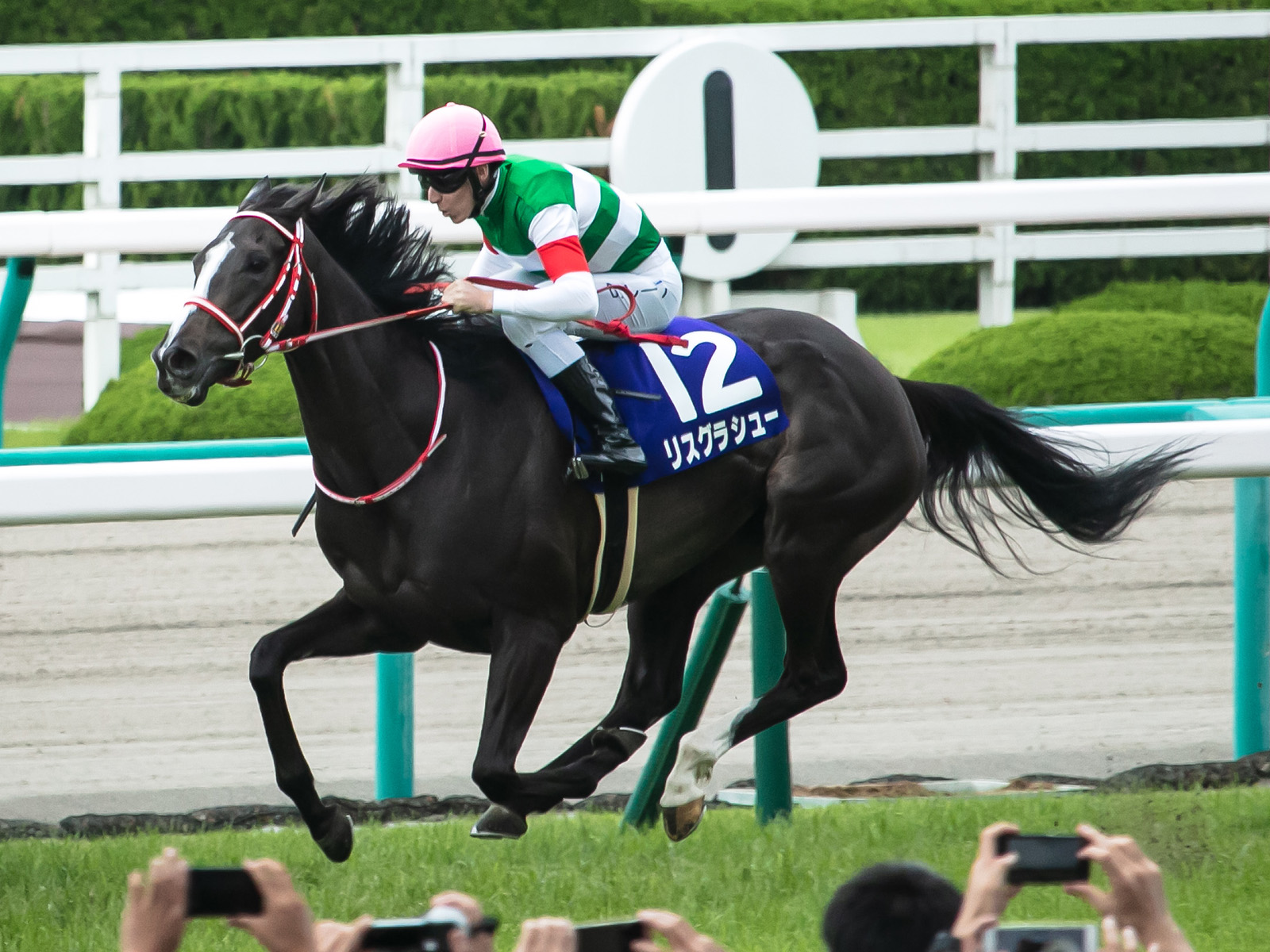
コックスプレートを制したリスグラシュー。（第60回宝塚記念出走時）鞍上はダミアン・レーン

#### コックスプレート
| 着順 | 馬名（調教国）     | 性齢 | 騎手           | 斤量 | タイム  | 着差    | 人気（JRA） |
| ---- | ------------------ | ---- | -------------- | ---- | ------- | ------- | ----------- |
| 1    | リスグラシュー     | 牝5  | D.レーン       | 57   | 2:04.21 |         | 1           |
| 2    | キャステルヴェキオ | 牡3  | C.ウィリアムズ | 49.5 |         | 1.5馬身 | 3           |
| 3    | テアカウシャーク   | 騸5  | O.ボッソン     | 59   |         | 3.5馬身 | 11          |

コックスプレートは、リスグラシューが制した。後方に待機し第3コーナーの手前で動き出し、最終コーナーでまくりを見せて大外から進出、残り100メートルで先に抜け出していたキャステルヴェキオを並ぶ間もなく差し切り差を広げ、最終的には後方に1馬身1/2の差をつけて勝利した。
騎乗したダミアン・レーンは、「良いスタートを切ることが出来ましたが、最初のコーナーまでペースが速かったので、無理にポジションを取りに行くことよりも折り合いに専念しました。4コーナーで外に出したときに、素晴らしい脚を出してくれたので勝利を確信しました。リスグラシューは1番人気でオーストラリアでも話題になっていたので、期待に応えられて良かったです」と振り返った。
管理する矢作芳人調教師は、「道中の位置取り的にかなり厳しいと思っていたので、馬が強いとしか言いようがありません。馬の強さに感心していますし、嬉しすぎて涙が出ないです。次走としては、絶対ではないですけれども有馬記念を目標にという風に考えています。馬や応援してくれた全ての人に感謝しています」とコメントした。
レース後、11月5日に成田国際空港に到着、競馬学校の国際厩舎にて輸入検疫が行われた。

#### 天皇賞（秋）

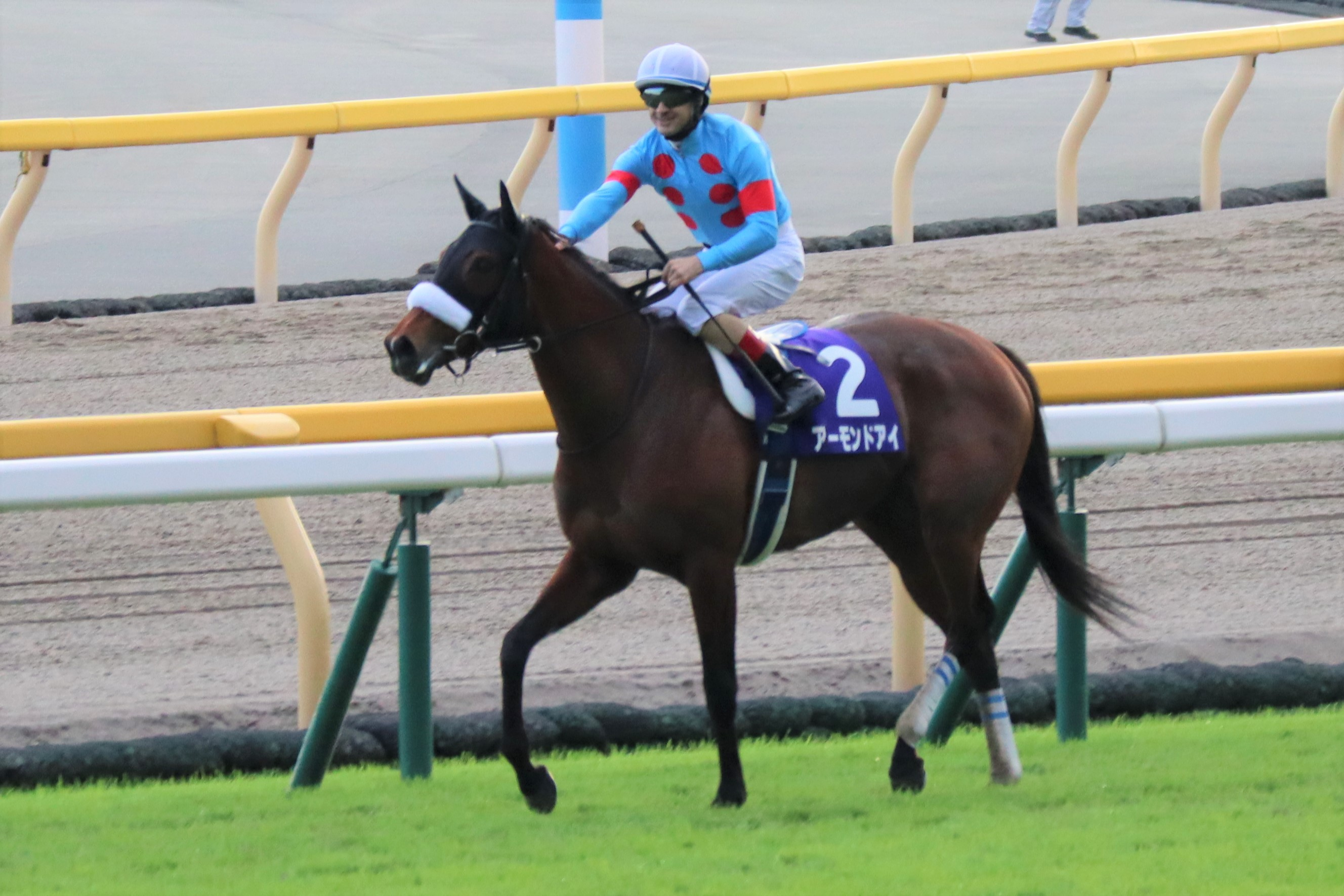
ウイニングランをするアーモンドアイ（鞍上クリストフ・ルメール）

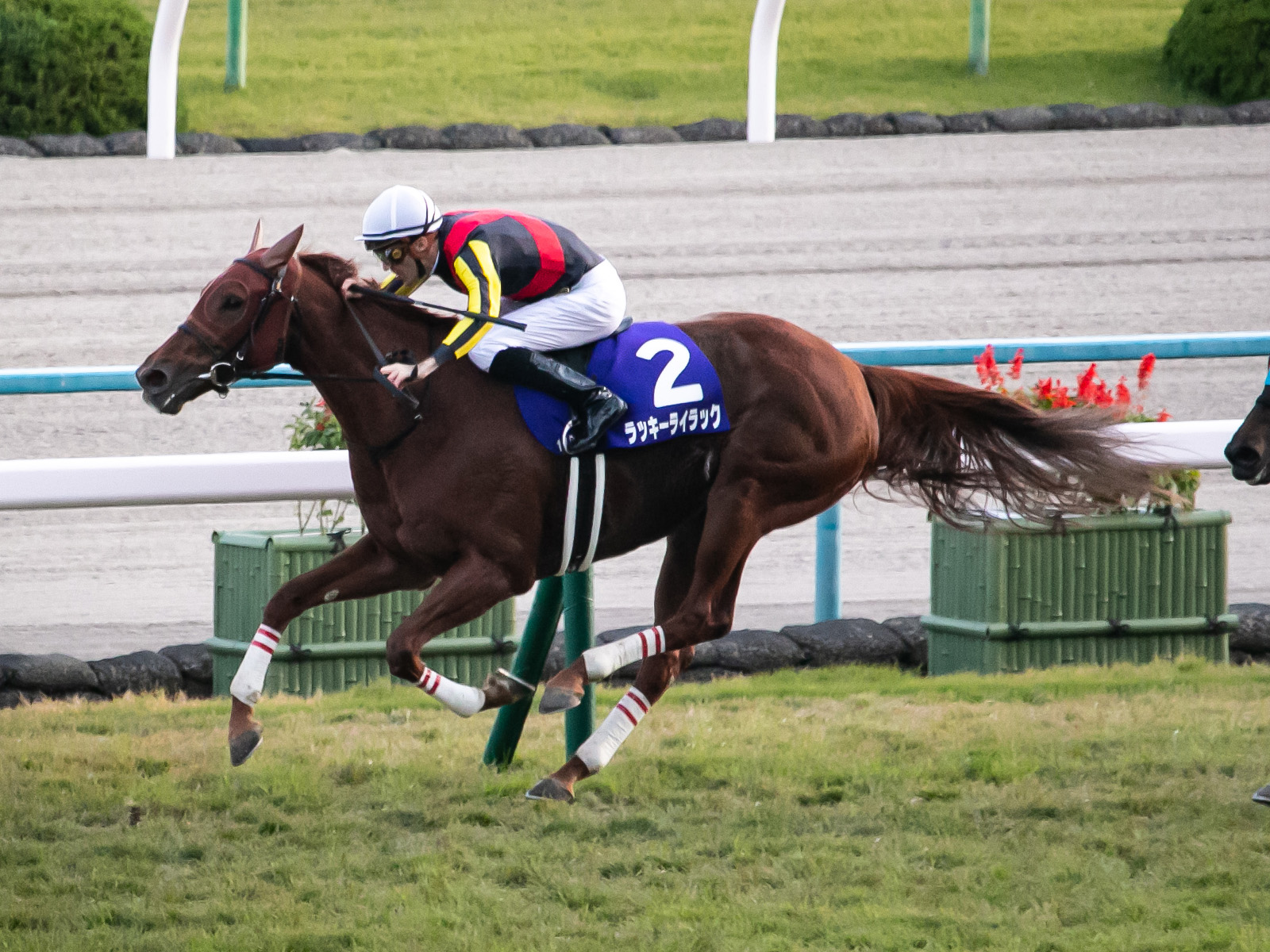
ラッキーライラック（鞍上クリストフ・スミヨン）

| 着順 | 馬名               | 性齢 | 騎手       | 斤量 | タイム | 着差  | 着差 | 人気 |
| ---- | ------------------ | ---- | ---------- | ---- | ------ | ----- | ---- | ---- |
| 1    | アーモンドアイ     | 牝4  | C.ルメール | 56   | 1:56.2 |       |      | 1    |
| 2    | ダノンプレミアム   | 牡4  | 川田将雅   | 58   | 1:56.7 | 3馬身 | 0.5  | 3    |
| 3    | アエロリット       | 牝5  | 戸崎圭太   | 56   | 1:56.7 | クビ  | 0.5  | 6    |
|      |                    |      |            |      |        |       |      |      |
| 6    | サートゥルナーリア | 牡３ | C.スミヨン | 56   | 1:57.1 |       | 0.9  | 2    |
| 7    | スワーヴリチャード | 牡5  | 横山典弘   | 58   | 1:57.1 | ハナ  | 0.9  | 5    |
|      |                    |      |            |      |        |       |      |      |
| 12   | スティッフェリオ   | 牡5  | 丸山元気   | 58   | 1:57.9 |       | 1.7  | 11   |
|      |                    |      |            |      |        |       |      |      |
| 14   | アルアイン         | 牡5  | 北村友一   | 58   | 1:58.7 |       | 2.5  | 9    |

#### エリザベス女王杯
| 着順 | 馬名               | 性齢 | 騎手       | 斤量 | タイム | 着差     | 着差 | 人気 |
| ---- | ------------------ | ---- | ---------- | ---- | ------ | -------- | ---- | ---- |
| 1    | ラッキーライラック | 牝4  | C.スミヨン | 56   | 2:14.1 |          |      | 3    |
| 2    | クロコスミア       | 牝6  | 藤岡佑介   | 56   | 2:14.3 | 1馬身1/4 | 0.2  | 7    |
| 3    | ラヴズオンリーユー | 牝3  | M.デムーロ | 54   | 2:14.3 | クビ     | 0.2  | 1    |
|      |                    |      |            |      |        |          |      |      |
| 7    | スカーレットカラー | 牝4  | 岩田康誠   | 56   | 2:14.7 |          | 0.6  | 4    |

エリザベス女王杯は、ラッキーライラックが制した。
1馬身4分の1離された2着はクロコスミア、これが2017年、18年のエリザベス女王杯に続いて3年連続の2着となった。騎乗予定であった戸崎圭太が11月4日に浦和競馬場で行われたJBCレディスクラシックでモンペルデュに騎乗し落馬負傷で骨折、急遽藤岡佑介に乗り替わって参戦した。レースでは、前半1000メートルを62秒8で逃げ、最後の直線で後続を離したが内側からラッキーライラックに差し切られた。騎乗した藤岡佑介は、「初騎乗でしたが、厩舎サイドにアドバイスは頂いていました。単騎で行けましたし、良い雰囲気で1〜2コーナーを迎えられました。1分2秒くらいのペースで行って、3コーナーでは後ろから来るのが分かっていましたが、待たずに流していくイメージ通りの競馬が出来ました。あそこまで行くと勝ちたかったです」とコメントした。
前走に府中牝馬ステークスで重賞初勝利となったスカーレットカラーは7着に敗れた。騎乗した岩田康誠は「正攻法のレースをして、直線途中まではグッときていたけど、そこから脚が上がった感じでした。レースとしてはいい形で運べました」と回顧した。
なお1番人気に推されたラヴズオンリーユーは、3着となった。

##### 優勝馬

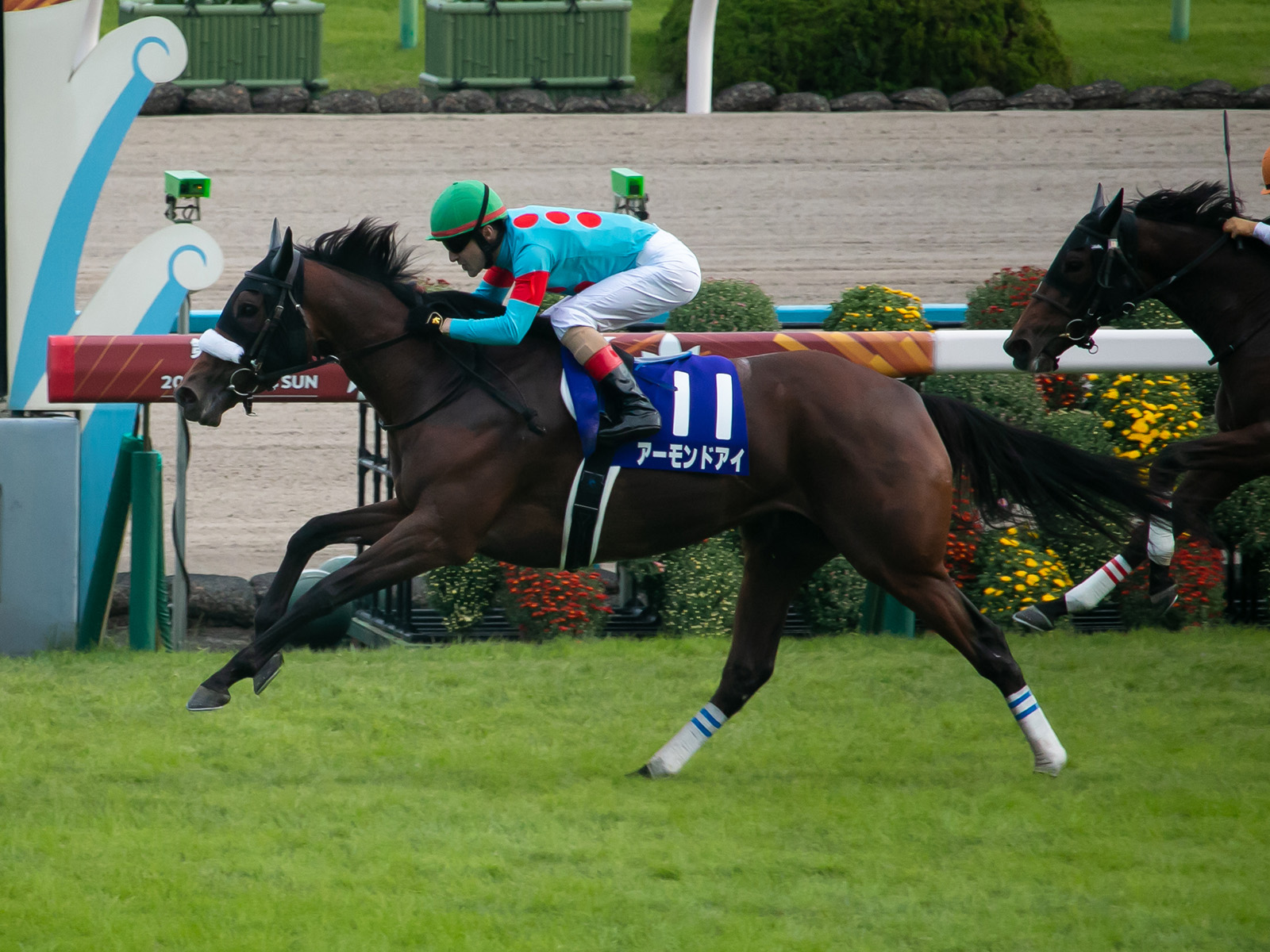
アーモンドアイ
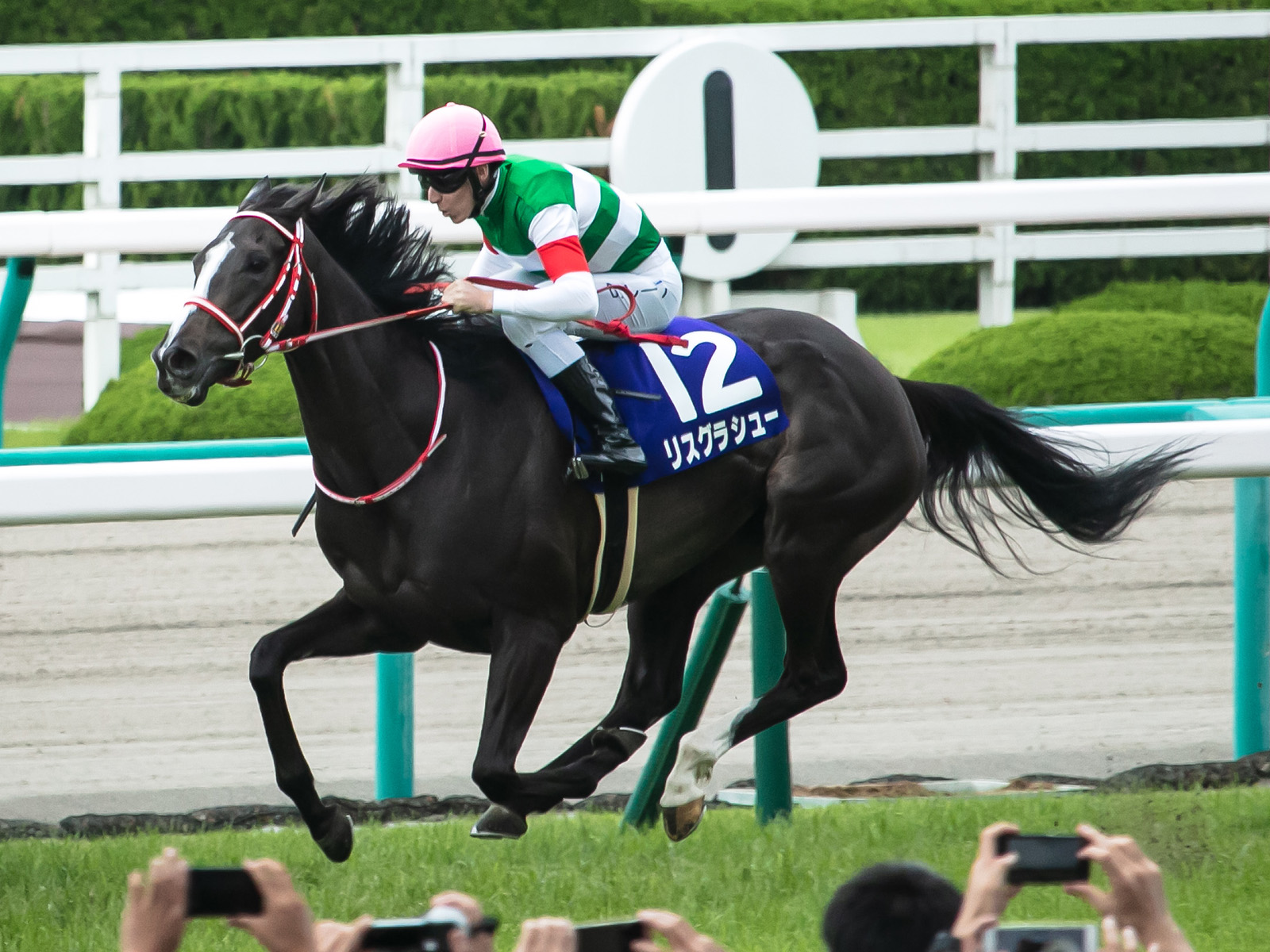
リスグラシュー
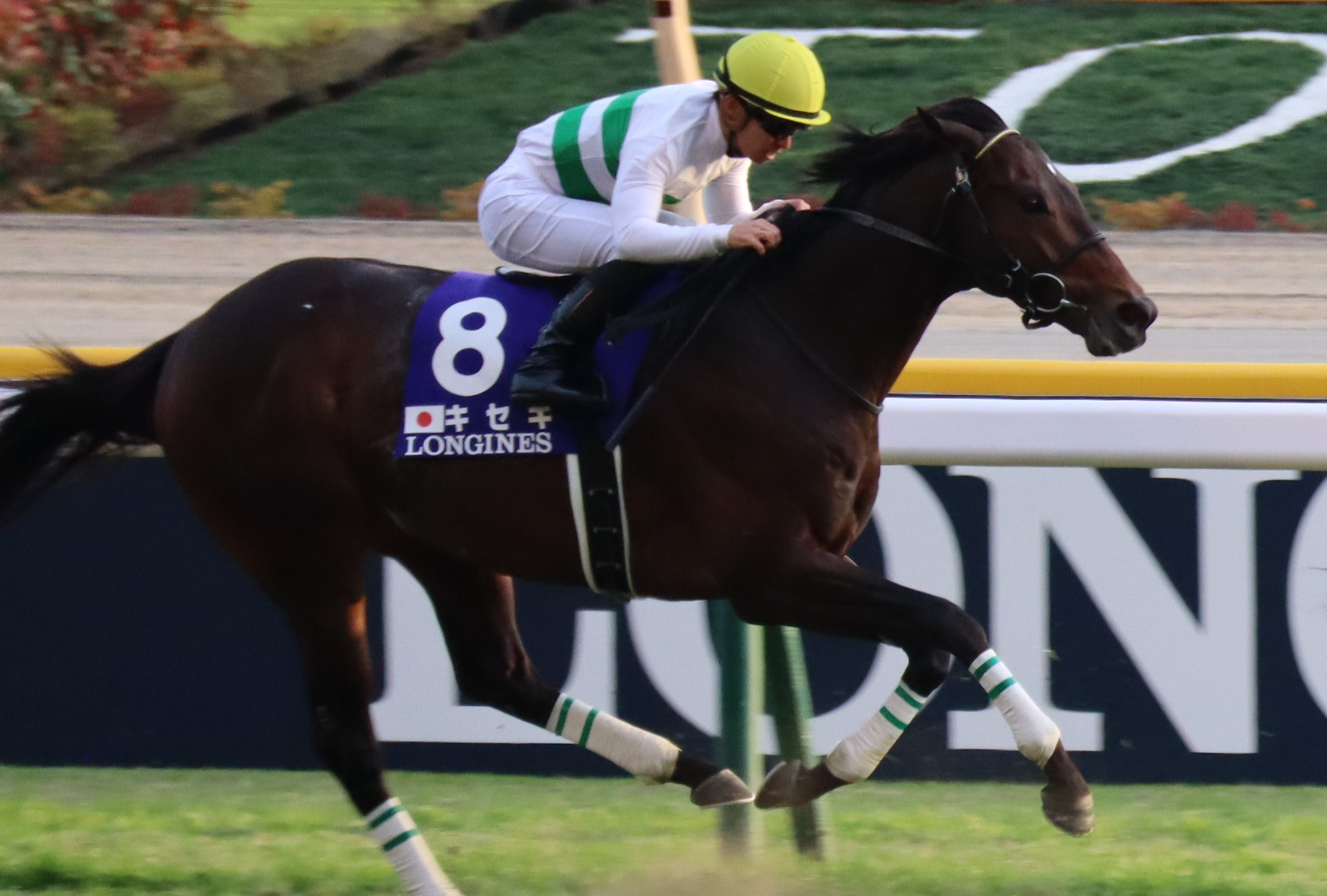
キセキ
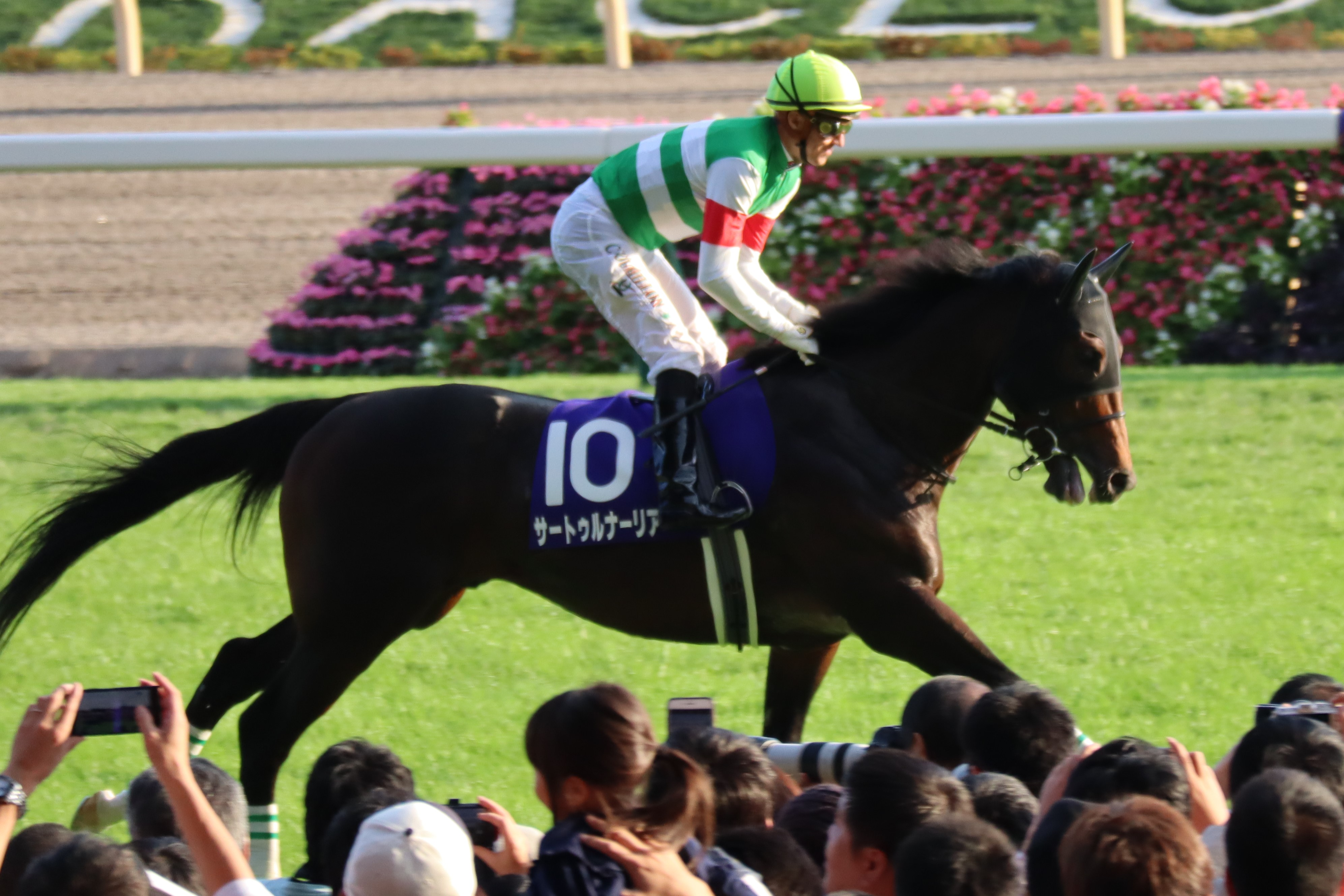
サートゥルナーリア
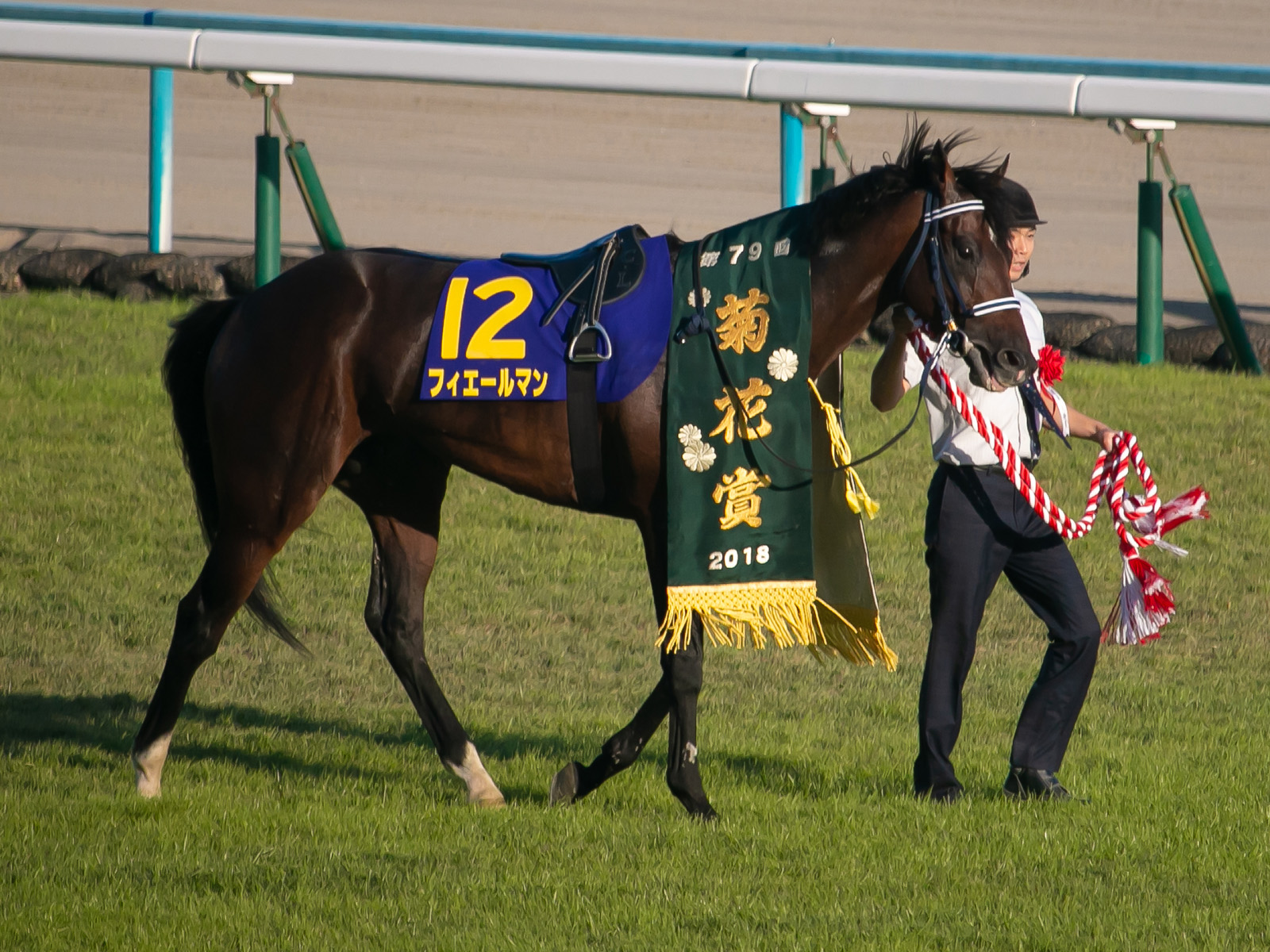
フィエールマン
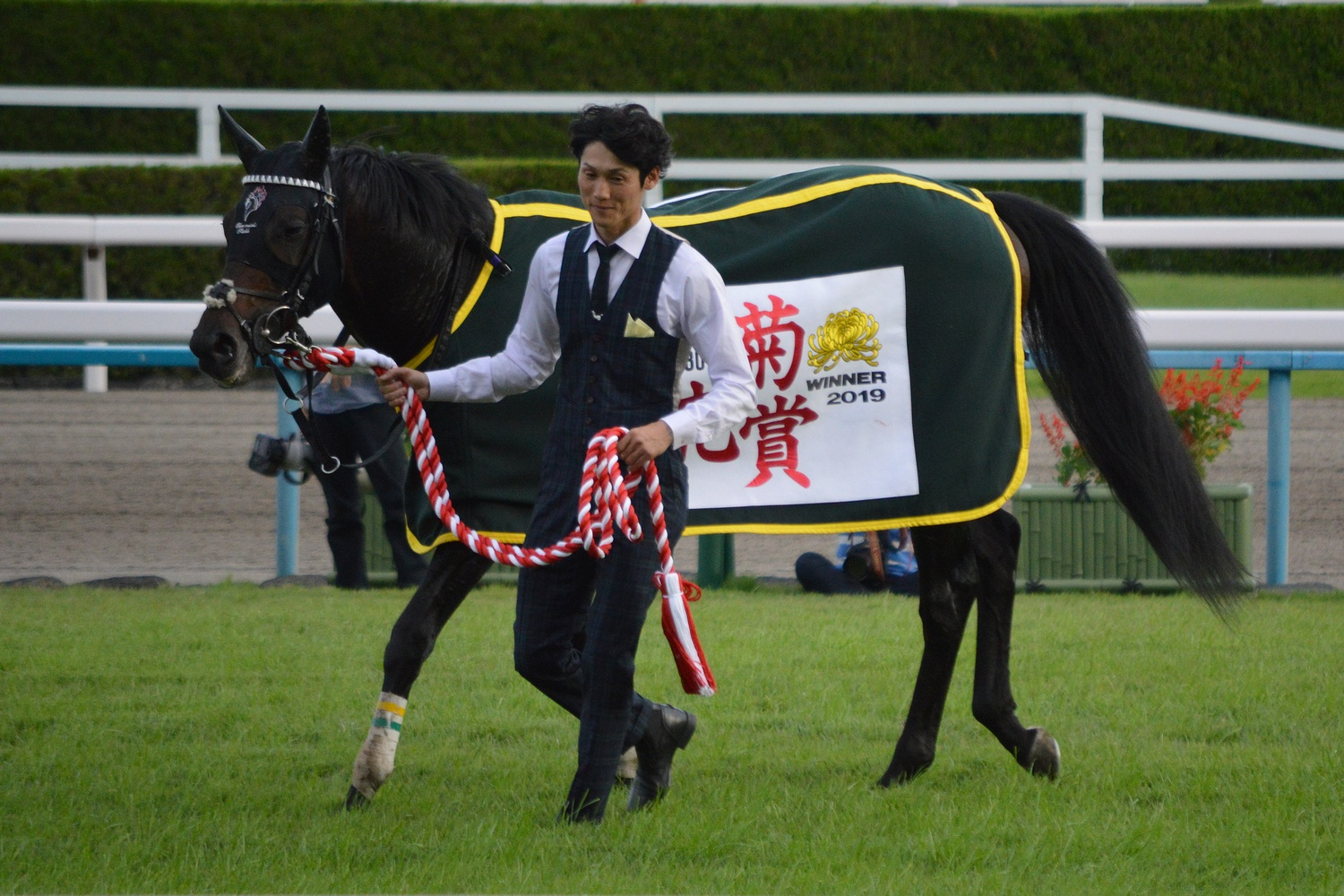
ワールドプレミア
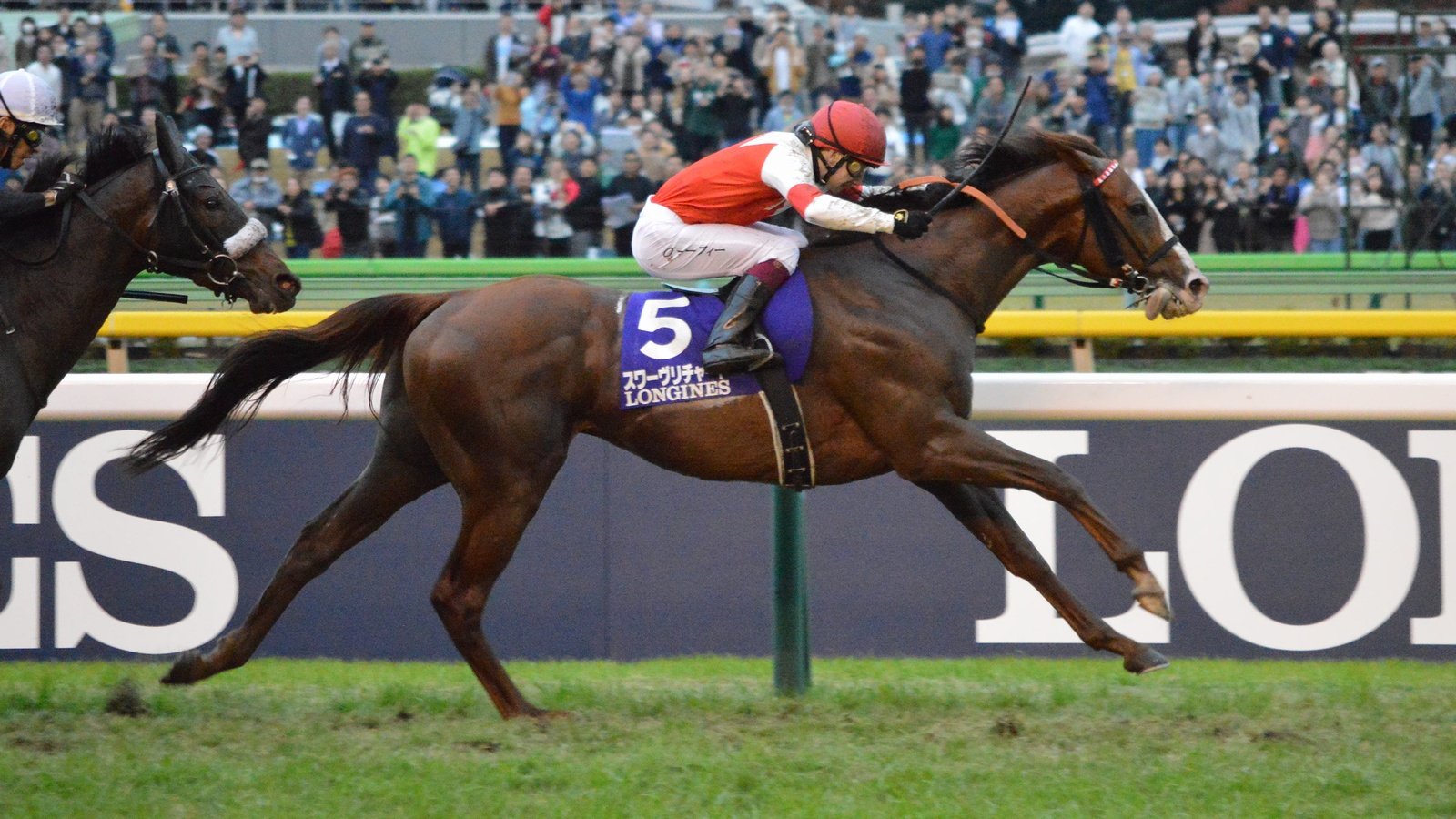
スワーヴリチャード
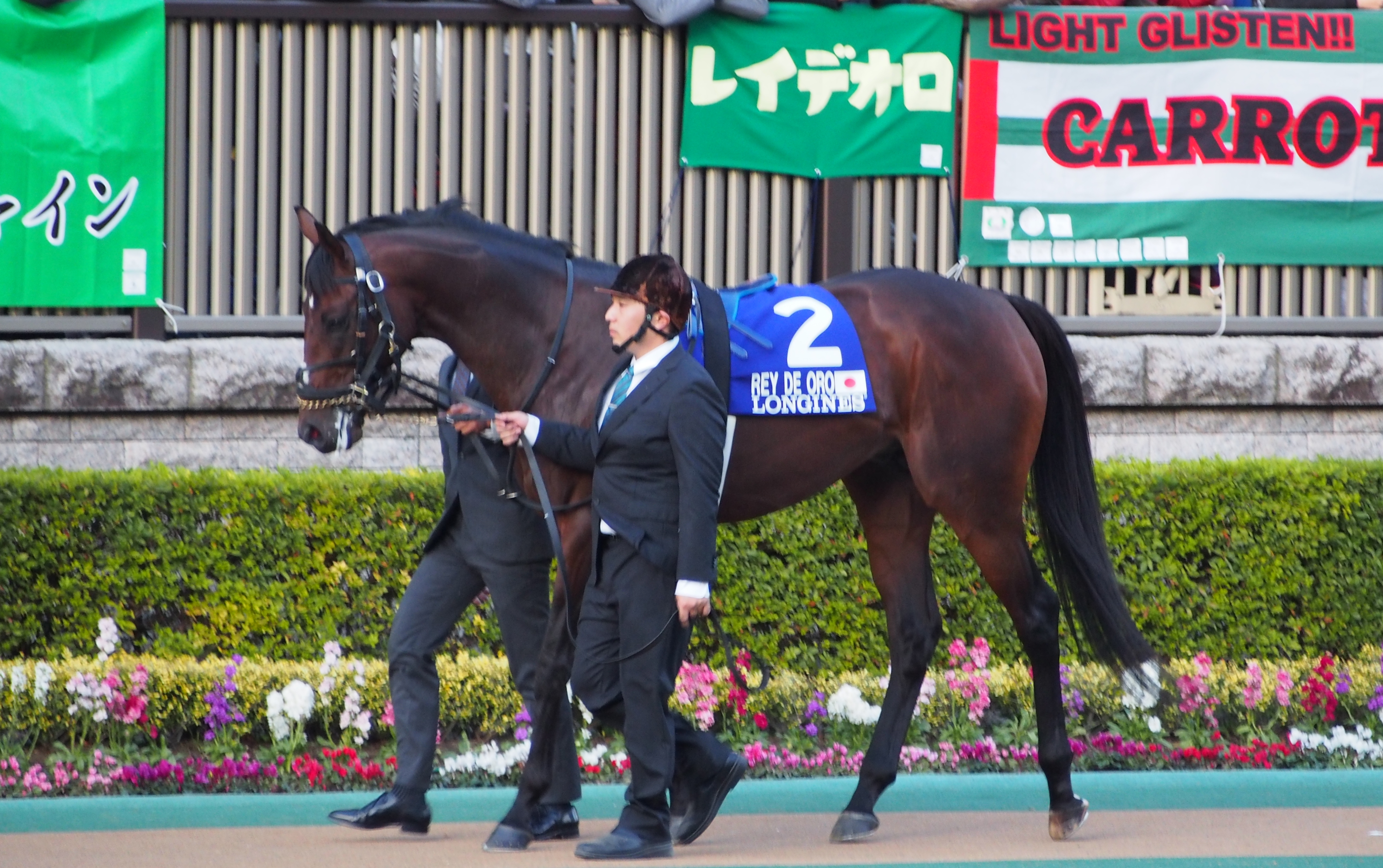
レイデオロ
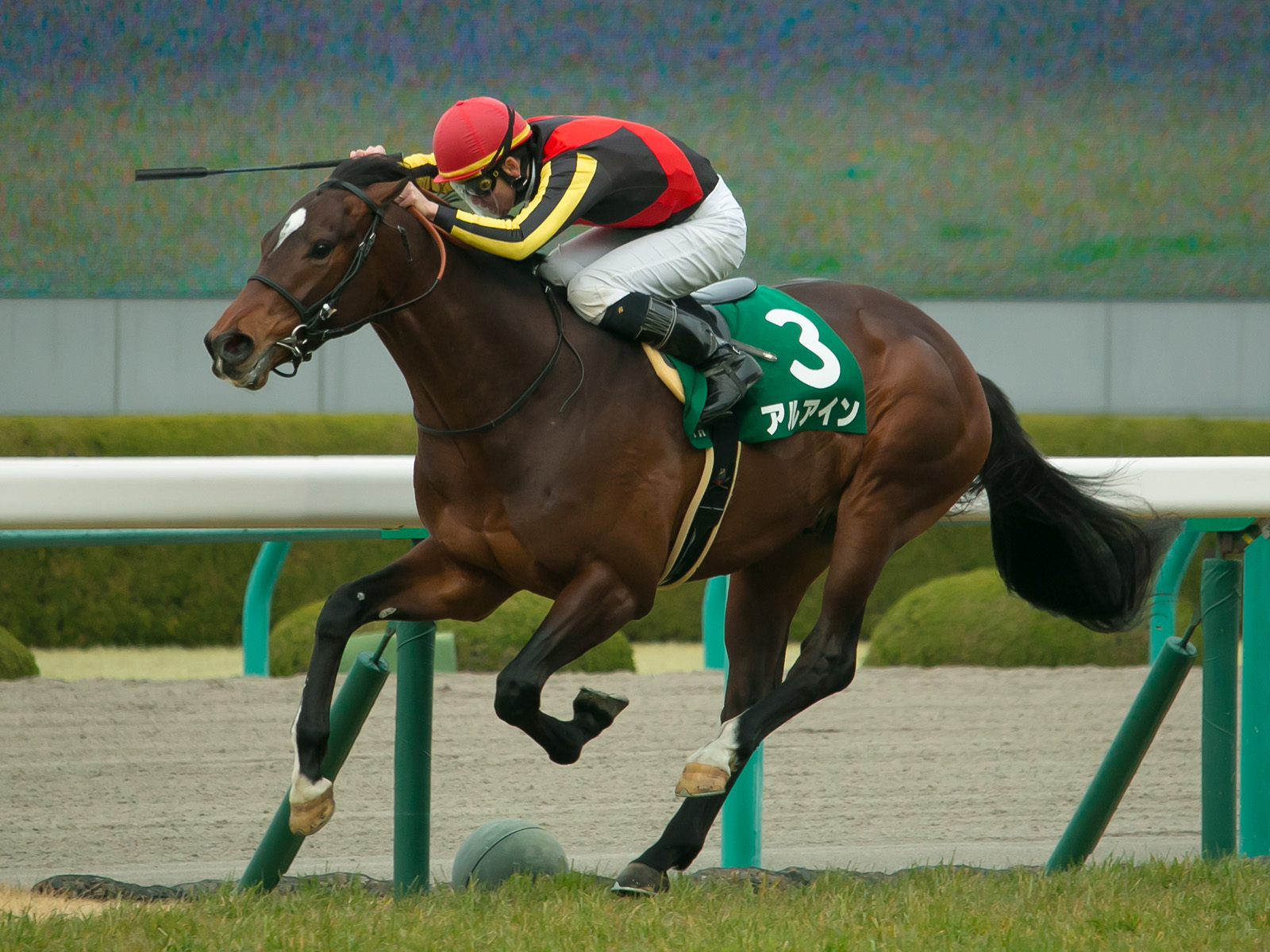
アルアイン
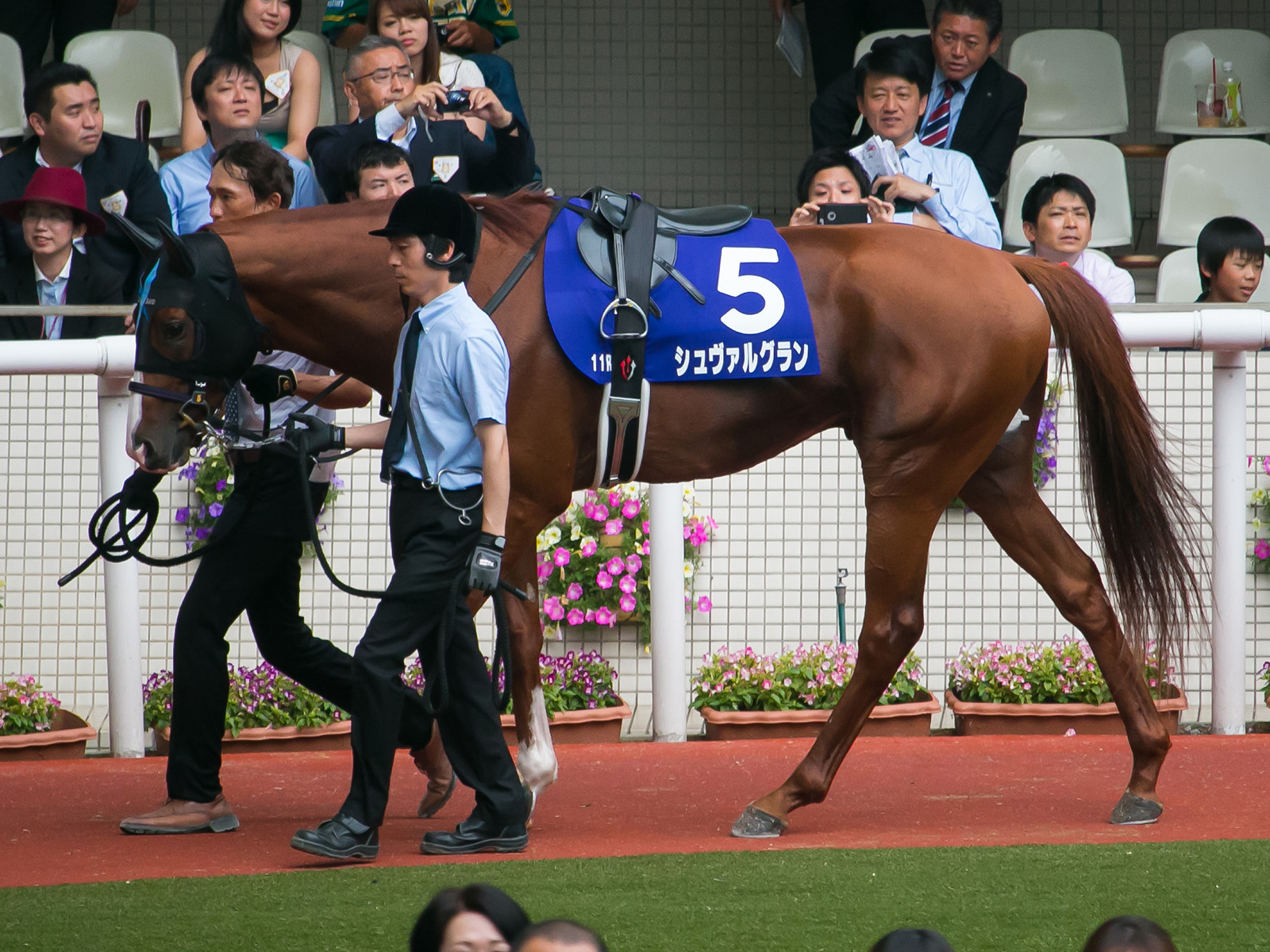
シュヴァルグラン
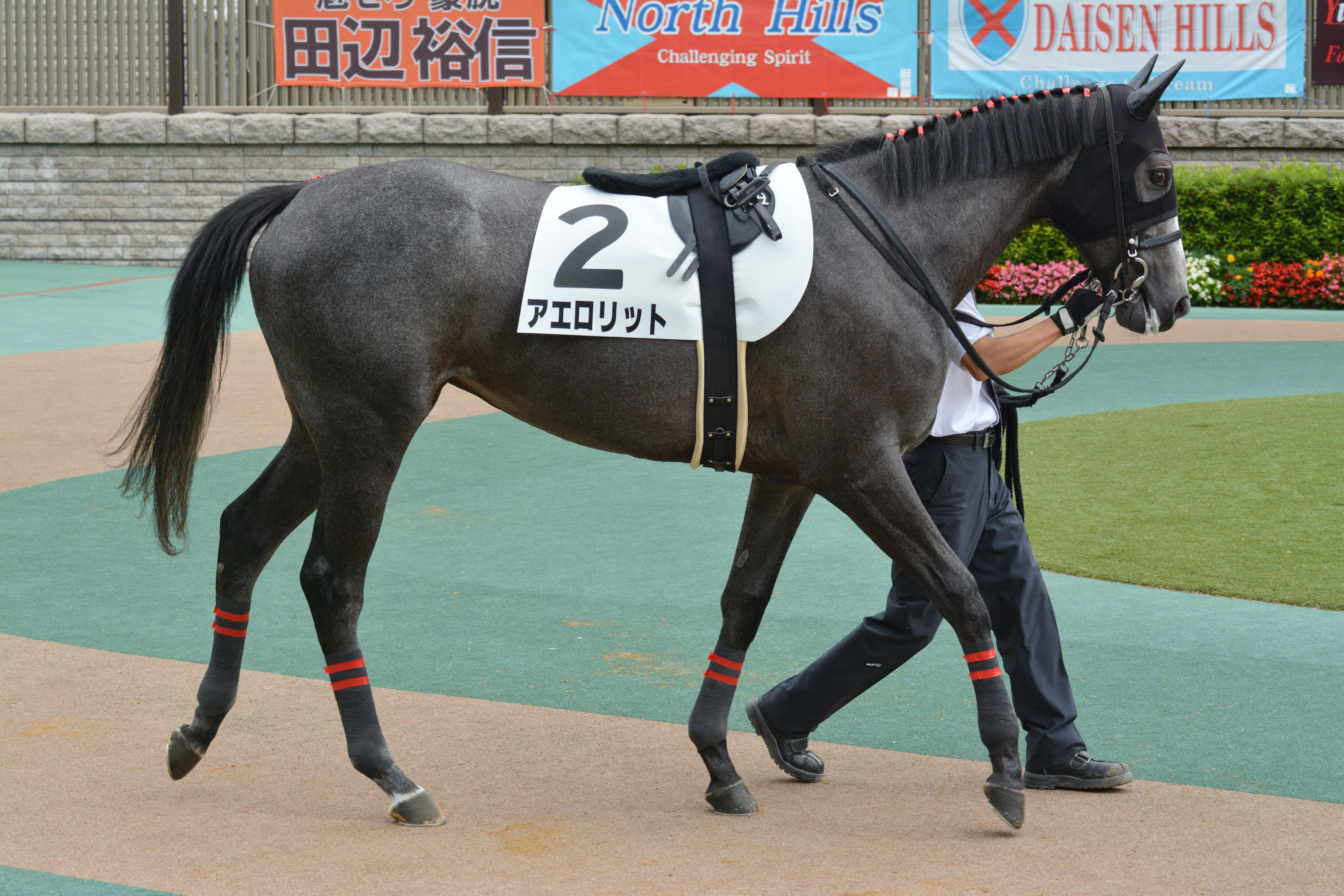
アエロリット

#### ジャパンカップ

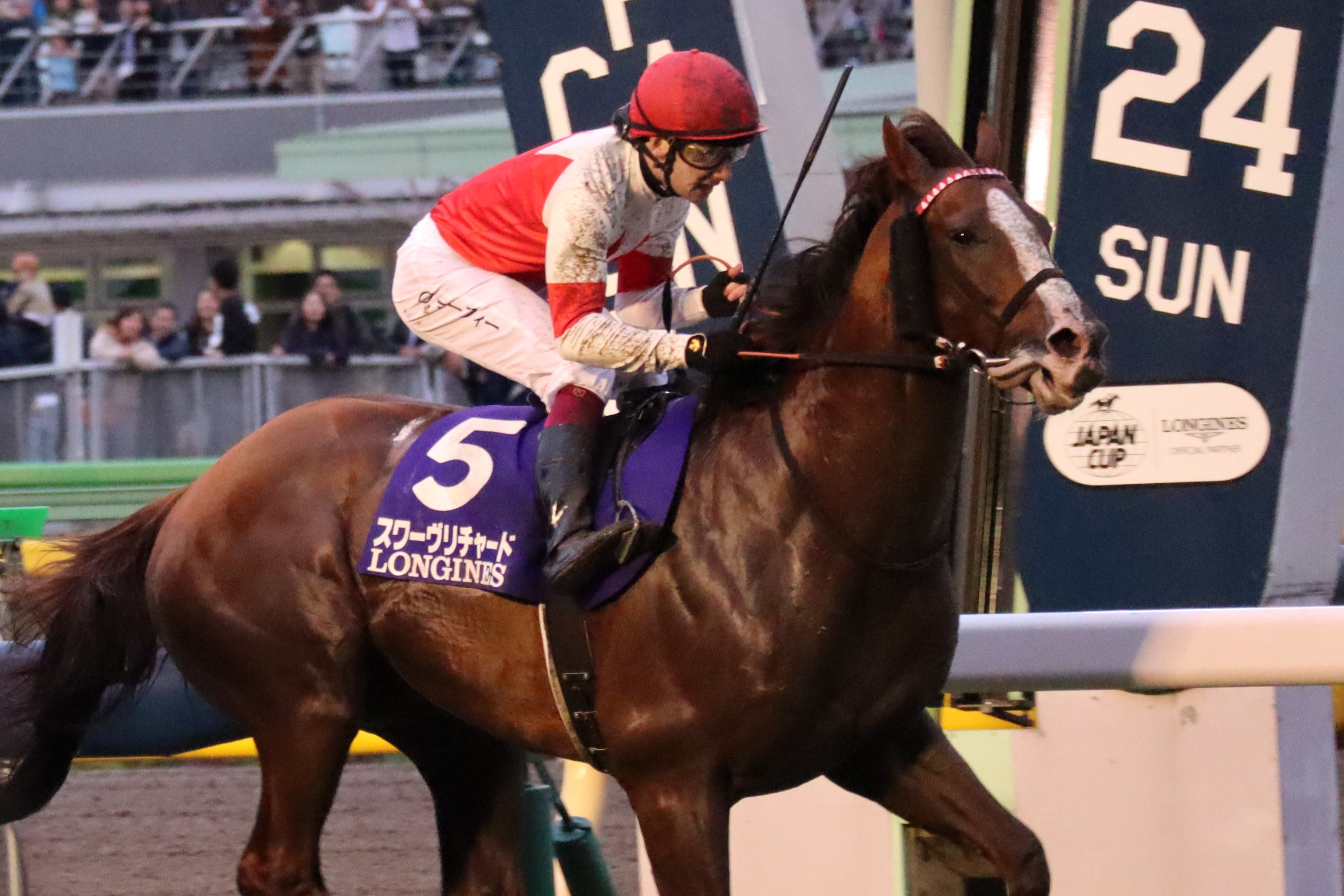
スワーヴリチャード（鞍上:オイシン・マーフィー）

| 着順 | 馬名               | 性齢 | 騎手         | 斤量 | タイム | 着差     | 着差 | 人気 |
| ---- | ------------------ | ---- | ------------ | ---- | ------ | -------- | ---- | ---- |
| 1    | スワーヴリチャード | 牡5  | O.マーフィー | 57   | 2:25.9 |          |      | 3    |
| 2    | カレンブーケドール | 牝3  | 津村明秀     | 53   | 2:26.0 | 3/4馬身  | 0.1  | 5    |
| 3    | ワグネリアン       | 牡4  | 川田将雅     | 57   | 2:26.2 | 1馬身1/2 | 0.3  | 2    |
|      |                    |      |              |      |        |          |      |      |
| 7    | エタリオウ         | 牡4  | 横山典弘     | 57   | 2:26.9 |          | 1.0  | 9    |
|      |                    |      |              |      |        |          |      |      |
| 9    | シュヴァルグラン   | 牡7  | C.スミヨン   | 57   | 2:27.1 |          | 1.2  | 8    |
|      |                    |      |              |      |        |          |      |      |
| 11   | レイデオロ         | 牡5  | W.ビュイック | 57   | 2:28.1 |          | 2.2  | 1    |

### 施行前の状況

#### 特別登録時
| GI勝利                                       | 重賞勝利                                     | 馬名                                         | 性齢                                         | 主な実績                                     | 主な実績                                     | 主な実績                                     | 主な実績                                     | 通算収得賞金額                               | ファン投票の順位                             | 出走馬決定収得賞金額                         | 備考                                         |
| GI勝利                                       | 重賞勝利                                     | 馬名                                         | 性齢                                         | 年                                           | 格                                           | 競走名                                       | 着順                                         | 通算収得賞金額                               | ファン投票の順位                             | 出走馬決定収得賞金額                         | 備考                                         |
| ファン投票得票数上位10頭（優先して出走可能） | ファン投票得票数上位10頭（優先して出走可能） | ファン投票得票数上位10頭（優先して出走可能） | ファン投票得票数上位10頭（優先して出走可能） | ファン投票得票数上位10頭（優先して出走可能） | ファン投票得票数上位10頭（優先して出走可能） | ファン投票得票数上位10頭（優先して出走可能） | ファン投票得票数上位10頭（優先して出走可能） | ファン投票得票数上位10頭（優先して出走可能） | ファン投票得票数上位10頭（優先して出走可能） | ファン投票得票数上位10頭（優先して出走可能） | ファン投票得票数上位10頭（優先して出走可能） |
| -------------------------------------------- | -------------------------------------------- | -------------------------------------------- | -------------------------------------------- | -------------------------------------------- | -------------------------------------------- | -------------------------------------------- | -------------------------------------------- | -------------------------------------------- | -------------------------------------------- | -------------------------------------------- | -------------------------------------------- |
| 6勝                                          | 1勝                                          | アーモンドアイ                               | 牝4                                          | 2019年                                       | GI                                           | ジャパンカップ                               | 1着                                          | 6億330万0000円                               | 1位                                          | 14億5640万0000円                             |                                              |
| 3勝                                          | 2勝                                          | リスグラシュー                               | 牝5                                          | 2019年                                       | GI                                           | 宝塚記念                                     | 1着                                          | 3億5340万0000円                              | 2位                                          | 8億5360万0000円                              |                                              |
| 1勝                                          | 0勝                                          | キセキ                                       | 牡5                                          | 2017年                                       | GI                                           | 菊花賞                                       | 1着                                          | 1億5575万0000円                              | 3位                                          | 3億2375万0000円                              |                                              |
| 2勝                                          | 1勝                                          | サートゥルナーリア                           | 牡3                                          | 2019年                                       | GI                                           | 皐月賞                                       | 1着                                          | 1億2900万0000円                              | 4位                                          | 3億3600万0000円                              |                                              |
| 2勝                                          | 0勝                                          | フィエールマン                               | 牡4                                          | 2019年                                       | GI                                           | 天皇賞（春）                                 | 1着                                          | 1億6400万0000円                              | 6位                                          | 3億8650万0000円                              |                                              |
| 1勝                                          | 0勝                                          | ワールドプレミア                             | 牡3                                          | 2019年                                       | GI                                           | 菊花賞                                       | 1着                                          | 6900万0000円                                 | 7位                                          | 1億9400万0000円                              |                                              |
| 2勝                                          | 3勝                                          | スワーヴリチャード                           | 牡5                                          | 2018年                                       | GI                                           | 大阪杯                                       | 1着                                          | 2億4450万0000円                              | 8位                                          | 6億405万0000円                               |                                              |
| 2勝                                          | 3勝                                          | レイデオロ                                   | 牡5                                          | 2017年                                       | GI                                           | 東京優駿                                     | 1着                                          | 2億8325万0000円                              | 9位                                          | 4億7825万0000円                              |                                              |
| 2勝                                          | 1勝                                          | アルアイン                                   | 牡5                                          | 2019年                                       | GI                                           | 大阪杯                                       | 1着                                          | 1億2425万0000円                              | 12位                                         | 2億4425万0000円                              |                                              |
| 1勝                                          | 2勝                                          | シュヴァルグラン                             | 牡7                                          | 2018年                                       | GI                                           | ジャパンカップ                               | 1着                                          | 3億5240万0000円                              | 13位                                         | 5億1420万0000円                              |                                              |
| 外国調教馬（優先して出走可能）               |                                              |                                              |                                              |                                              |                                              |                                              |                                              |                                              |                                              |                                              |                                              |
| 参戦なし                                     |                                              |                                              |                                              |                                              |                                              |                                              |                                              |                                              |                                              |                                              |                                              |
| 出走馬決定収得賞金額の多い順                 |                                              |                                              |                                              |                                              |                                              |                                              |                                              |                                              |                                              |                                              |                                              |
| 2勝                                          | 5勝                                          | ウインブライト                               | 牡5                                          | 2019年                                       | G1                                           | 香港カップ                                   | 1着                                          | 1億9515万0000円                              | 32位                                         | 4億3845万0000円                              | 回避                                         |
| 1勝                                          | 2勝                                          | アエロリット                                 | 牝5                                          | 2017年                                       | GI                                           | NHKマイルカップ                              | 1着                                          | 1億3900万0000円                              | 18位                                         | 2億1850万0000円                              |                                              |
| 0勝                                          | 1勝                                          | クロコスミア                                 | 牝6                                          | 2019年                                       | GI                                           | エリザベス女王杯                             | 2着                                          | 1億1275万0000円                              | 24位                                         | 1億7575万0000円                              |                                              |
| 0勝                                          | 3勝                                          | スティッフェリオ                             | 牡5                                          | 2019年                                       | GII                                          | オールカマー                                 | 1着                                          | 9700万0000円                                 | 47位                                         | 1億5100万0000円                              |                                              |
| 0勝                                          | 0勝                                          | ヴェロックス                                 | 牡3                                          | 2019年                                       | GI                                           | 皐月賞                                       | 2着                                          | 6100万0000円                                 | 17位                                         | 1億4000万0000円                              |                                              |
| 0勝                                          | 0勝                                          | エタリオウ                                   | 牡4                                          | 2018年                                       | GI                                           | 菊花賞                                       | 2着                                          | 6350万0000円                                 | 23位                                         | 1億100万0000円                               |                                              |
| 0勝                                          | 1勝                                          | スカーレットカラー                           | 牝4                                          | 2019年                                       | GII                                          | 府中牝馬ステークス                           | 1着                                          | 5450万0000円                                 | 55位                                         | 9800万0000円                                 | 繰上                                         |
| 除外                                         |                                              |                                              |                                              |                                              |                                              |                                              |                                              |                                              |                                              |                                              |                                              |
| 0勝                                          | 1勝                                          | クレッシェンドラヴ                           | 牡5                                          | 2019年                                       | GIII                                         | 福島記念                                     | 1着                                          | 5300万0000円                                 | 51位                                         | 9050万0000円                                 | 回避                                         |
| 0勝                                          | 0勝                                          | ヴァイスブリッツ                             | 牡4                                          | 2019年                                       | 1勝                                          | 3歳以上1勝クラス                             | 1着                                          | 580万0000円                                  | 100位以下                                    | 1160万0000円                                 | 回避                                         |

##### GI優勝馬
GI優勝馬は史上最多の11頭が出走した。牝馬三冠達成などGI6勝、前走の天皇賞（秋）も勝利したアーモンドアイ。2019年の宝塚記念を牡馬相手に勝利し、オーストラリアに渡りコックスプレートを勝利して帰国初戦のリスグラシュー。菊花賞優勝馬で凱旋門賞参戦しフランスから帰国後初戦であるキセキ。ホープフルステークスと皐月賞、中山競馬場のGIを2勝している3歳のサートゥルナーリア。2019年の天皇賞（春）と2018年の菊花賞を制し凱旋門賞参戦、フランスから帰国後初戦であるフィエールマン。2019年の菊花賞を制し直接参戦するワールドプレミア。ジャパンカップでGI2勝目を挙げたスワーヴリチャード。2017年の東京優駿（日本ダービー）、2018年の天皇賞（秋）でGI2勝のレイデオロ。2019年の大阪杯を制しGI2勝のアルアイン。2017年のジャパンカップを優勝したシュヴァルグラン。2017年のNHKマイルカップを制したアエロリットである。
- アーモンドアイ
- リスグラシュー
- キセキ
- サートゥルナーリア
- フィエールマン
- ワールドプレミア
- スワーヴリチャード
- レイデオロ
- アルアイン
- シュヴァルグラン
- アエロリット

##### 重賞優勝馬
重賞を勝利した経験があるのは3頭。2017年の府中牝馬ステークスを制し、2017年、18年、19年とエリザベス女王杯で2着のクロコスミア。2019年のオールカマーなど重賞3勝のスティッフェリオ。2019年の府中牝馬ステークス勝利したスカーレットカラーが勝利した。

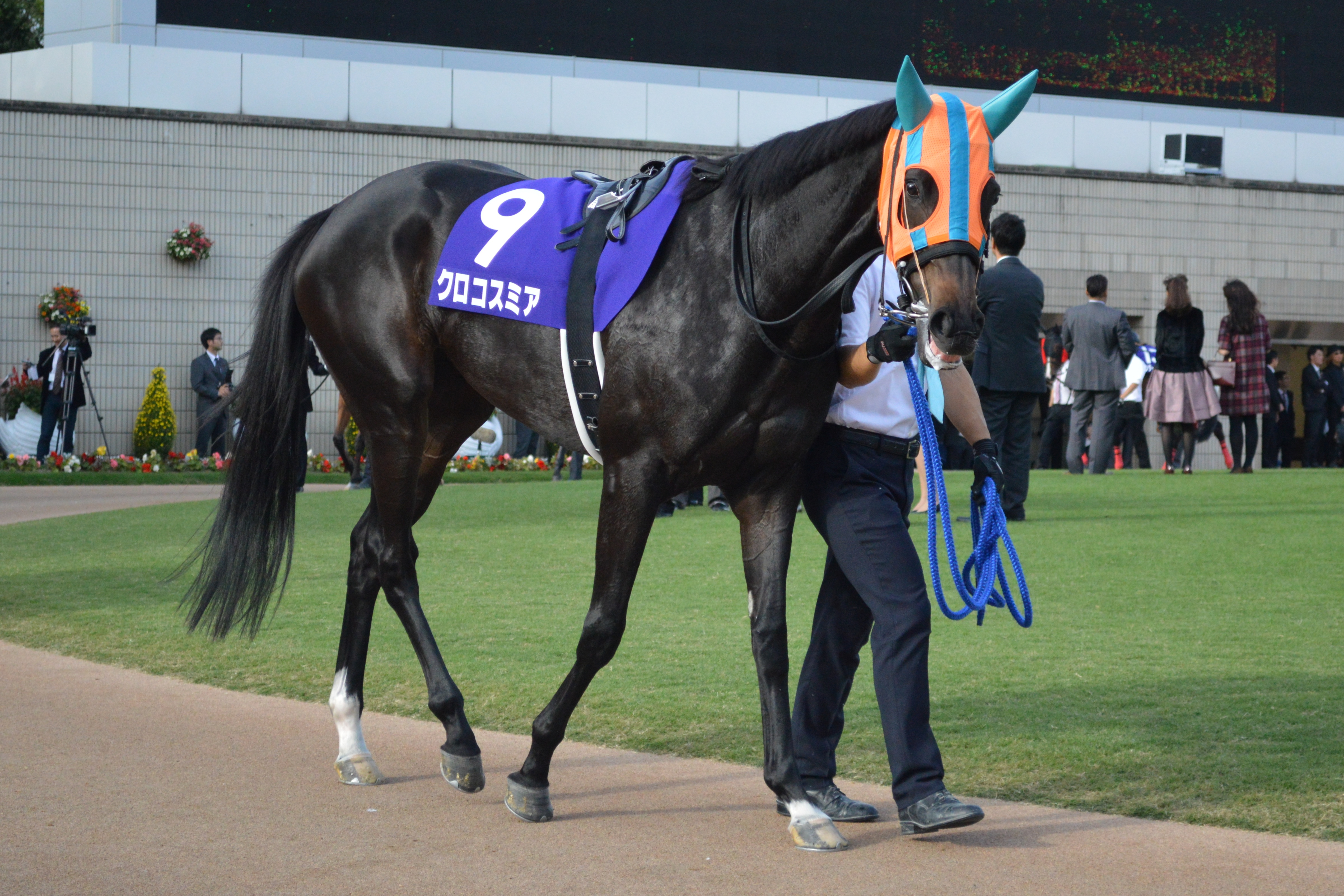
クロコスミア
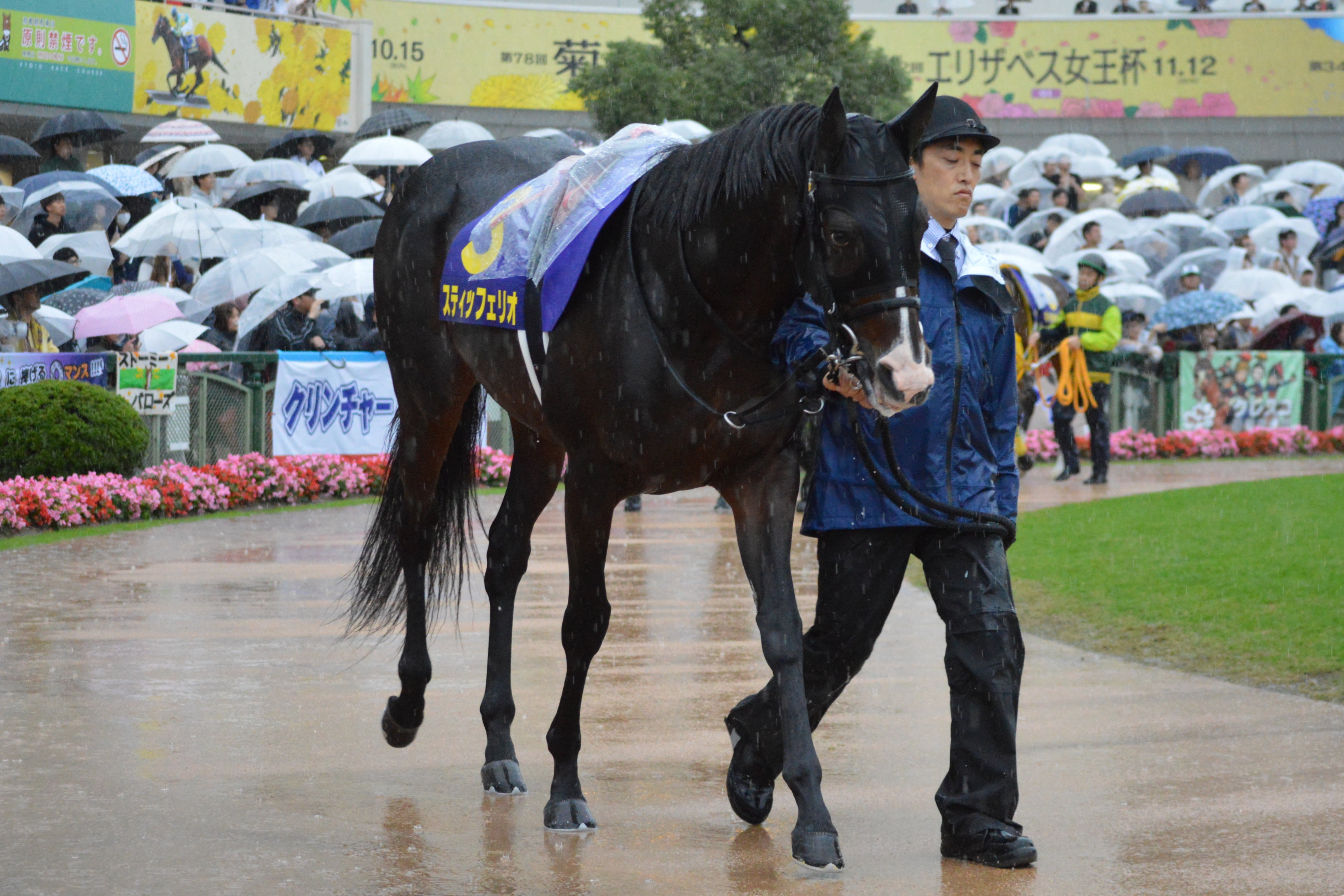
スティッフェリオ
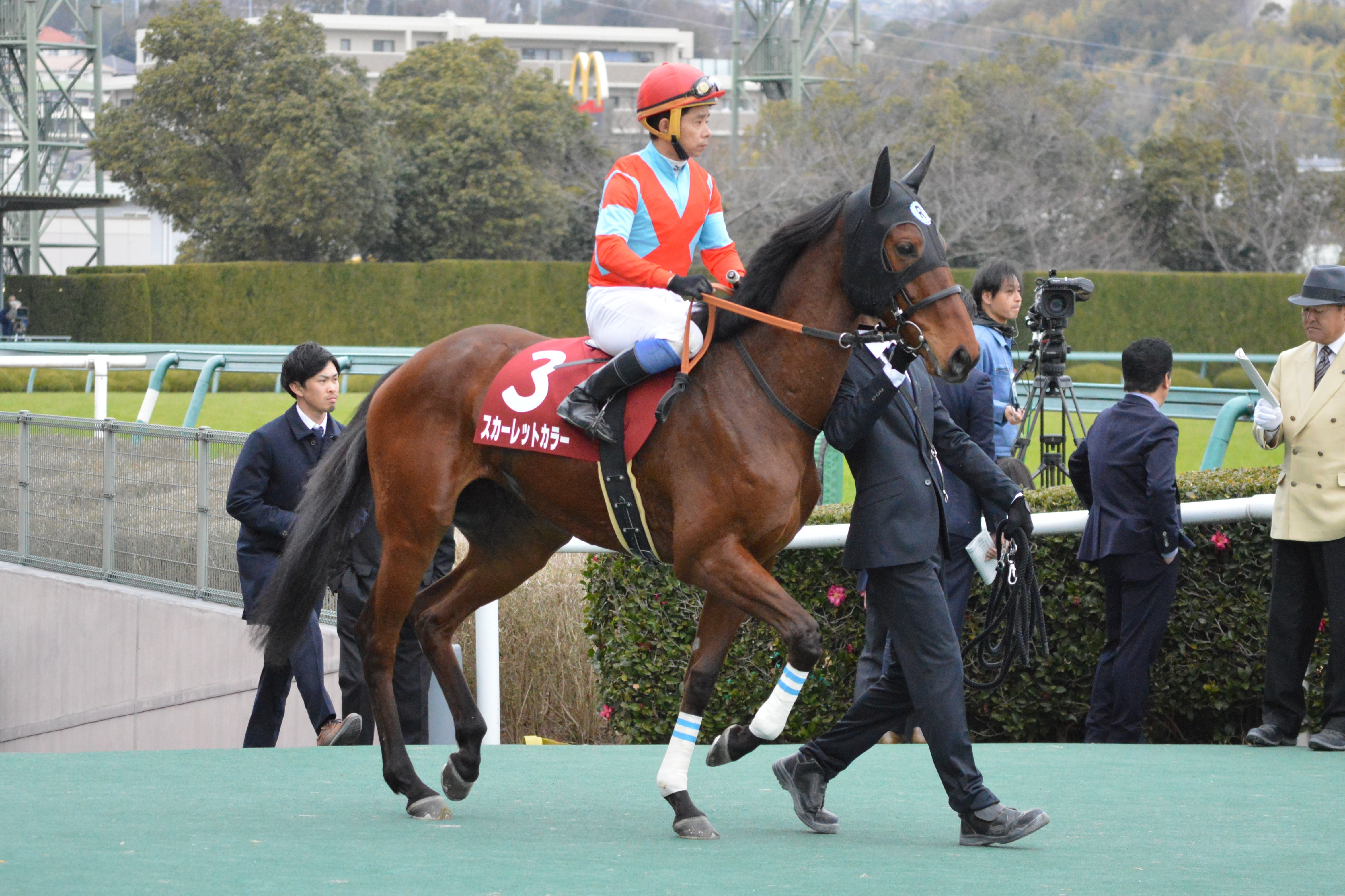
スカーレットカラー

##### その他の出走馬
その他は、若駒ステークス、若葉ステークスのリステッド競走2勝で、皐月賞2着、東京優駿（日本ダービー）、菊花賞で3着のヴェロックス。2018年の菊花賞2着など2着7回の1勝馬のエタリオウが出走した。

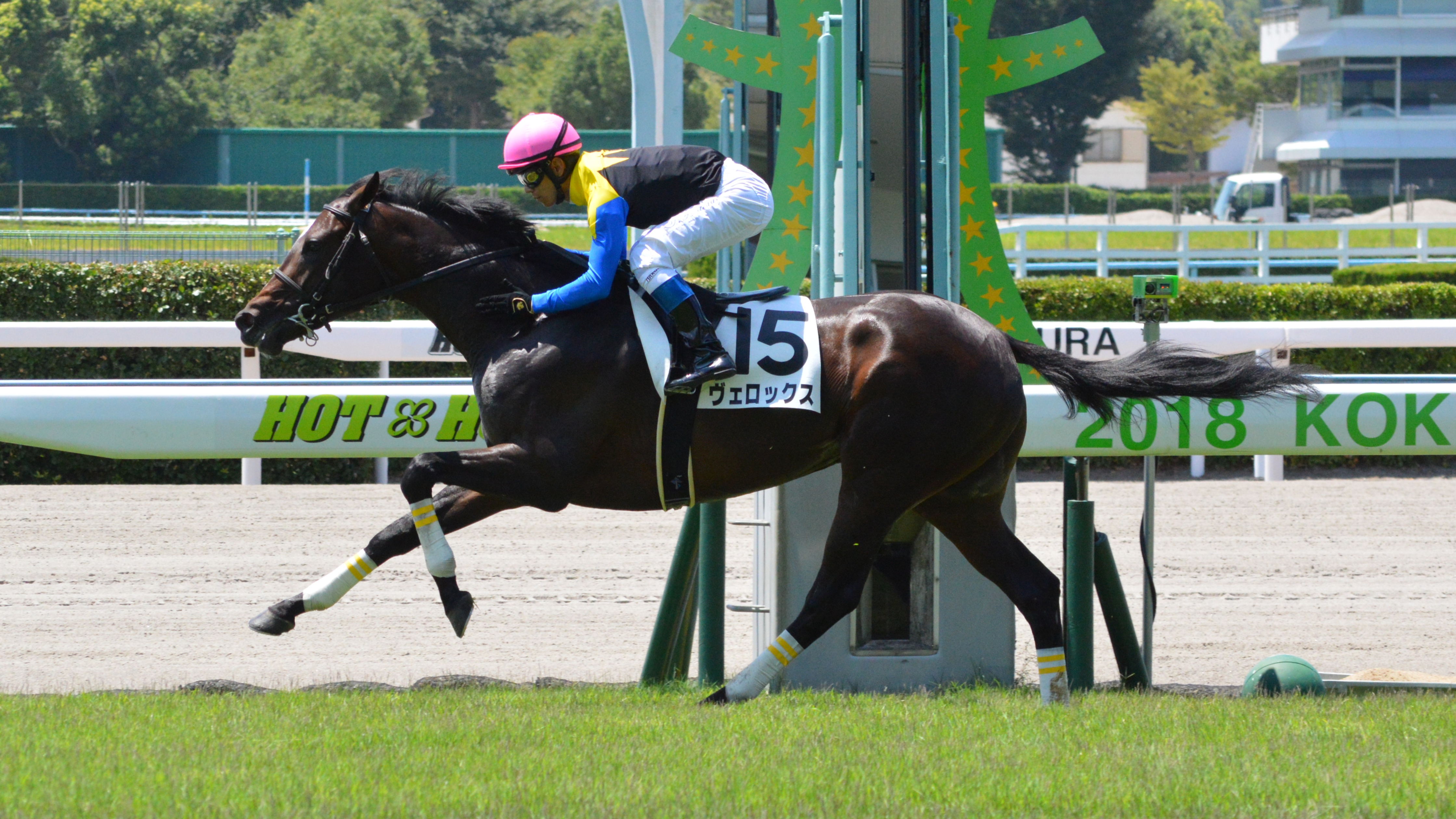
ヴェロックス
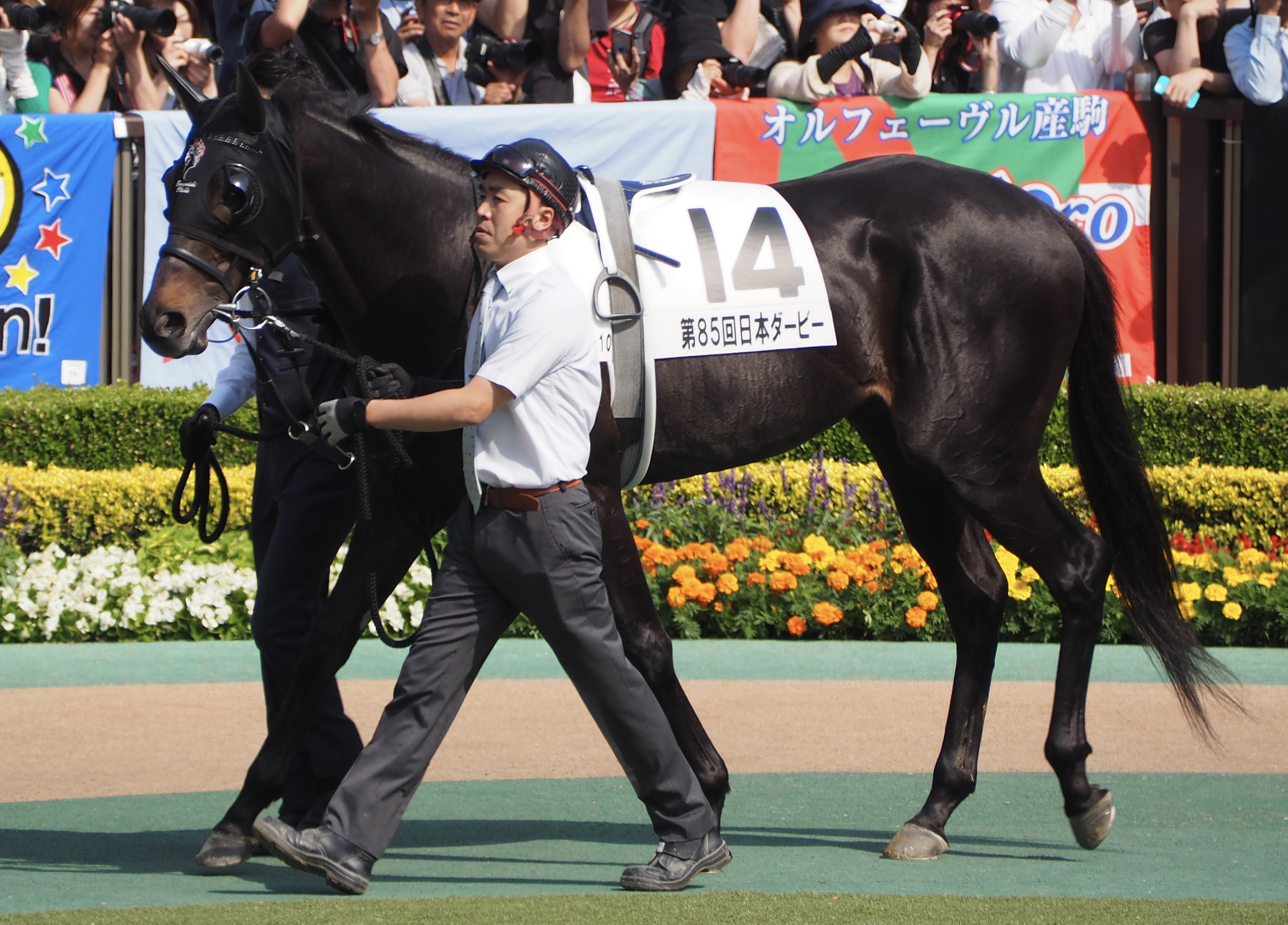
エタリオウ

#### 引退レース
リスグラシュー、レイデオロ、アルアイン、シュヴァルグラン、アエロリット、クロコスミアの6頭は有馬記念をもって引退すると発表、有馬記念が引退レースとなった。

### 当日の状況

#### 天候
直前の1週間は、火曜日に1.0mm、木曜日に1.0mm未満の降水量が記録された。当日の天気予報は、ウェザーマップによると、曇りのち晴れ、最高気温は9℃、昼頃から雨になると予報した。ウェザーニュースによると、曇りのち雨、最高気温は8℃、降水確率は60パーセント、本格的に雨が降り出すのは早くても昼過ぎで、発走時刻までそれほどの強い雨にはならないと発表した。

#### 馬場状態
レース2日前時点では、野芝が約6 - 8センチ、洋芝が約10 - 14センチの草丈で、芝の状態は「3コーナーから4コーナーおよび正面にかけて、コース内側に傷みがあります」とJRAが発表、Aコースを使用して施行された。
含水率は、ゴール前で9.9パーセント、第4コーナーでは9.9パーセントが記録された。

#### 人気
1番人気に推されたのは、ファン投票1位のアーモンドアイ、単勝オッズは1.5倍で支持率50.95パーセントとなった。2番人気は、GI連勝中のリスグラシューで単勝オッズ6.7倍。3番人気は、3歳馬のサートゥルナーリアが入り、単勝オッズ7.8倍でこの3頭が単勝オッズ10倍未満であった。

## 出走馬と枠順
2019年12月22日 第5回中山競馬第8日目 第11競走 天気：曇、馬場状態：良、発走時刻：15時25分
| 枠番 | 馬番 | 競走馬名           | 性齢 | 斤量 | 騎手                 | 調教師     | 馬主                           | オッズ （人気） | プレレーティング | プレレーティング | プレレーティング | プレレーティング       | プレレーティング |
| 枠番 | 馬番 | 競走馬名           | 性齢 | 斤量 | 騎手                 | 調教師     | 馬主                           | オッズ （人気） | ランク           | 距離             | 対象             | 対象                   | 対象             |
| 枠番 | 馬番 | 競走馬名           | 性齢 | 斤量 | 騎手                 | 調教師     | 馬主                           | オッズ （人気） | ランク           | 距離             | 格               | 競走名                 | 着順             |
| ---- | ---- | ------------------ | ---- | ---- | -------------------- | ---------- | ------------------------------ | --------------- | ---------------- | ---------------- | ---------------- | ---------------------- | ---------------- |
| 1    | 1    | スカーレットカラー | 牝4  | 55   | 岩田康誠             | 高橋亮     | 前田幸治                       | 104.6 （11人）  | 113              | M                | GII              | 府中牝馬S              | 1着              |
| 1    | 2    | スワーヴリチャード | 牡5  | 57   | オイシン・マーフィー | 庄野靖志   | （株）NICKS                    | 17.5 （5人）    | 121              | L                | GI               | ジャパンC              | 1着              |
| 2    | 3    | エタリオウ         | 牡4  | 57   | 横山典弘             | 友道康夫   | （株）Gリビエール・レーシング  | 85.0 （10人）   | 113              | L                | GII              | 日経賞                 | 2着              |
| 2    | 4    | スティッフェリオ   | 牡5  | 57   | 丸山元気             | 音無秀孝   | （有）社台レースホース         | 133.4 （13人）  | 115              | L                | GII              | オールカマー           | 1着              |
| 3    | 5    | フィエールマン     | 牡4  | 57   | 池添謙一             | 手塚貴久   | （有）サンデーレーシング       | 18.4 （6人）    | 119              | E                | GI               | 天皇賞（春）           | 1着              |
| 3    | 6    | リスグラシュー     | 牝5  | 55   | ダミアン・レーン     | 矢作芳人   | （有）キャロットファーム       | 6.7 （2人）     | 125              | I                | G1               | コックスプレート       | 1着              |
| 4    | 7    | ワールドプレミア   | 牡3  | 55   | 武豊                 | 友道康夫   | 大塚亮一                       | 13.4 （4人）    | 116              | E                | GI               | 菊花賞                 | 1着              |
| 4    | 8    | レイデオロ         | 牡5  | 57   | 三浦皇成             | 藤沢和雄   | （有）キャロットファーム       | 35.8 （9人）    | 115              | L                | GII              | オールカマー           | 4着              |
| 5    | 9    | アーモンドアイ     | 牝4  | 55   | クリストフ・ルメール | 国枝栄     | （有）シルクレーシング         | 1.5 （1人）     | 128              | I                | GI               | 天皇賞（秋）           | 1着              |
| 5    | 10   | サートゥルナーリア | 牡3  | 55   | クリストフ・スミヨン | 角居勝彦   | （有）キャロットファーム       | 7.8 （3人）     | 119              | I                | GI               | 皐月賞                 | 1着              |
| 5    | 10   | サートゥルナーリア | 牡3  | 55   | クリストフ・スミヨン | 角居勝彦   | （有）キャロットファーム       | 7.8 （3人）     | 119              | L                | GII              | 神戸新聞杯             | 1着              |
| 6    | 11   | キセキ             | 牡5  | 57   | ライアン・ムーア     | 角居勝彦   | 石川達絵                       | 27.1 （7人）    | 118              | I                | GI               | 大阪杯                 | 2着              |
| 6    | 11   | キセキ             | 牡5  | 57   | ライアン・ムーア     | 角居勝彦   | 石川達絵                       | 27.1 （7人）    | 118              | L                | GI               | 宝塚記念               | 2着              |
| 6    | 12   | クロコスミア       | 牝6  | 55   | 藤岡佑介             | 西浦勝一   | 大塚亮一                       | 207.1 （16人）  | 116              | L                | GI               | エリザベス女王杯       | 2着              |
| 7    | 13   | アルアイン         | 牡5  | 57   | 松山弘平             | 池江泰寿   | （有）サンデーレーシング       | 160.6 （15人）  | 119              | I                | GI               | 大阪杯                 | 1着              |
| 7    | 14   | ヴェロックス       | 牡3  | 55   | 川田将雅             | 中内田充正 | 金子真人ホールディングス（株） | 33.7 （8人）    | 118              | I                | GI               | 皐月賞                 | 2着              |
| 8    | 15   | アエロリット       | 牝5  | 55   | 津村明秀             | 菊沢隆徳   | （有）サンデーレーシング       | 107.1 （12人）  | 118              | I                | GI               | 天皇賞（秋）           | 3着              |
| 8    | 16   | シュヴァルグラン   | 牡7  | 57   | 福永祐一             | 友道康夫   | 佐々木主浩                     | 135.4 （14人）  | 119              | L                | G1               | ドバイシーマクラシック | 2着              |

### 公開枠順抽選会
| 抽選順 | 抽選ゲスト | 陣営               | 抽選者     | 肩書         | 結果 | 結果 |
| 抽選順 | 抽選ゲスト | 陣営               | 抽選者     | 肩書         | 枠番 | 馬番 |
| ------ | ---------- | ------------------ | ---------- | ------------ | ---- | ---- |
| 1      | 高畑充希   | ワールドプレミア   | 大塚亮一   | オーナー     | 4    | 7    |
| 2      | 松坂桃李   | スカーレットカラー | 岩田康誠   | 騎手         | 1    | 1    |
| 3      | 高畑充希   | レイデオロ         | 秋田博章   | オーナー代表 | 4    | 8    |
| 4      | 松坂桃李   | シュヴァルグラン   | 佐々木主浩 | オーナー     | 8    | 16   |
| 5      | 高畑充希   | ヴェロックス       | 川田将雅   | 騎手         | 7    | 14   |
| 6      | 松坂桃李   | アルアイン         | 松山弘平   | 騎手         | 7    | 13   |
| 7      | 高畑充希   | サートゥルナーリア | C.スミヨン | 騎手         | 5    | 10   |
| 8      | 松坂桃李   | スティッフェリオ   | 丸山元気   | 騎手         | 2    | 4    |
| 9      | 高畑充希   | クロコスミア       | 大塚亮一   | オーナー     | 6    | 12   |
| 10     | 松坂桃李   | アーモンドアイ     | C.ルメール | 騎手         | 5    | 9    |
| 11     | 高畑充希   | フィエールマン     | 池添謙一   | 騎手         | 3    | 5    |
| 12     | 松坂桃李   | リスグラシュー     | 矢作芳人   | 調教師       | 3    | 6    |
| 13     | 高畑充希   | エタリオウ         | 森岡幸人   | オーナー代表 | 2    | 3    |
| 14     | 松坂桃李   | アエロリット       | 津村明秀   | 騎手         | 8    | 15   |
| 15     | 高畑充希   | キセキ             | 角居勝彦   | 調教師       | 6    | 11   |
| 16     | 松坂桃李   | スワーヴリチャード | 諏訪守     | オーナー     | 1    | 2    |

レース3日前の12月19日、東京都港区の品川プリンスホテルにて有馬記念フェスティバル（公開枠順抽選会）が行われた。司会はフジテレビアナウンサーの佐野瑞樹、堤礼実。インタビュアーに細江純子。ゲストで、くじ引き順を決める抽選を担当する、JRA（日本中央競馬会）のCMキャラクター高畑充希と松坂桃李。その他、出走馬陣営の関係者が出席した。その様子はBSフジにて生中継、及びBSフジの公式Youtubeチャンネルにてライブストリーミングで配信された。

#### ネクタイの色
リスグラシューを管理する矢作芳人調教師は、抽選に赤い帽子とネクタイを身に着けて参戦。ネクタイに触れながらカプセルを選択した。結果、赤帽子で出走する3枠6番に入り、矢作はガッツポーズを見せた。矢作は「言うことがないというか、ここしかないという枠。欲しかった枠です」と話した。
その他、赤いネクタイの池添謙一は、フィエールマンを赤帽子の3枠5番。緑のネクタイの角居勝彦はキセキを緑帽子の6枠11番。津村明秀は、アエロリットを桃帽子の8枠15番という結果としたが、その隣で抽選に同席した管理調教師の菊沢隆徳はピンクのネクタイを着用していた。

#### 佐々木主浩
14番、10番、15番と3年連続外枠となっているシュヴァルグランは、オーナーの佐々木主浩が「外、外、外だよ～」と言いながら登壇、自ら抽選し8枠16番。わかった瞬間に崩れ落ちる佐々木オーナーの姿に会場には笑い声が起きた。佐々木は「狙ってました。」とし、「絶対、外枠を引くと思ってた（苦笑い）。ラストランなので、後は福永（祐一）騎手に任せます。すみません」とコメントした。

## レース結果

### レース展開
スタートは少しバラついて、レイデオロが後方からの競馬に。キセキやワールドプレミアも少し後手を踏んだが、それ以外はまずまずのスタートを切った。1週目のコーナーに入ったところでアエロリットがハナを奪い、2番手付近にクロコスミアやスティッフェリオといった先行勢が位置し、フィエールマンやアルアインが中団前目に付け、スワーヴリチャードは中団に、1番人気のアーモンドアイは中団外目の好位置を追走した。アーモンドアイの後ろにリスグラシュー、後方にシュヴァルグラン、レイデオロ、最後方からワールドプレミア追走という形でホームストレッチから2週目1コーナーに突入した。
コーナーに入った頃にはアエロリットが大逃げの形を取り、1000mを58秒5のハイペースで通過。バックストレッチから2週目3コーナーに入ってもこの体制は変わらず、4コーナー残り400mの標識を通過すると各馬が追い込みを始めると共に、アエロリットの脚色が衰え始めた。
直線に入るとスティッフェリオが先頭に並びかけ、アーモンドアイも一時先頭に躍り出るもそれほど脚が伸びず、各馬が横一線になったところで外からサートゥルナーリアが飛び出してきた。
しかし、それらを大外からリスグラシューがまとめてかわし、食い下がるサートゥルナーリア以下を抑え切って5馬身差で圧勝。GI3連勝で引退レースを有終の美で飾った。勝ちタイムは2分30秒5（良）。
2着には直線先頭に立つと最後まで粘ったサートゥルナーリアが入り、3着に後方から追い込んだワールドプレミアが入った。1番人気のアーモンドアイは直線で完全に後退し、デビュー以来初めて掲示板を外す9着に終わった。

### レース結果
以下の情報はnetkeiba.comに基づく。
| 着順 | 枠番 | 馬番 | 競走馬名           | タイム | 着差  | 上がり3ハロン | 騎手         | 斤量 | 人気 |
| ---- | ---- | ---- | ------------------ | ------ | ----- | ------------- | ------------ | ---- | ---- |
| 1着  | 3    | 6    | リスグラシュー     | 2:30.5 |       | 34.7          | D.レーン     | 55   | 2    |
| 2着  | 5    | 10   | サートゥルナーリア | 2:31.3 | 5     | 35.4          | C.スミヨン   | 55   | 3    |
| 3着  | 4    | 7    | ワールドプレミア   | 2:31.4 | クビ  | 35.0          | 武豊         | 55   | 4    |
| 4着  | 3    | 5    | フィエールマン     | 2:31.6 | 1.1/2 | 36.0          | 池添謙一     | 57   | 6    |
| 5着  | 6    | 11   | キセキ             | 2:31.6 | クビ  | 35.8          | R.ムーア     | 57   | 7    |
| 6着  | 8    | 16   | シュヴァルグラン   | 2:31.9 | 1.3/4 | 35.8          | 福永祐一     | 57   | 14   |
| 7着  | 4    | 8    | レイデオロ         | 2:32.1 | 1.1/4 | 36.0          | 三浦皇成     | 57   | 9    |
| 8着  | 7    | 14   | ヴェロックス       | 2:32.3 | 1     | 36.7          | 川田将雅     | 55   | 8    |
| 9着  | 5    | 9    | アーモンドアイ     | 2:32.3 | ハナ  | 36.9          | C.ルメール   | 55   | 1    |
| 10着 | 2    | 3    | エタリオウ         | 2:32.4 | クビ  | 37.2          | 横山典弘     | 57   | 10   |
| 11着 | 7    | 13   | アルアイン         | 2:32.8 | 2.1/2 | 38.0          | 松山弘平     | 57   | 15   |
| 12着 | 1    | 2    | スワーヴリチャード | 2:33.6 | 5     | 38.3          | O.マーフィー | 57   | 5    |
| 13着 | 2    | 4    | スティッフェリオ   | 2:34.0 | 2.1/2 | 39.9          | 丸山元気     | 57   | 13   |
| 14着 | 8    | 15   | アエロリット       | 2:35.0 | 6     | 42.1          | 津村明秀     | 55   | 12   |
| 15着 | 1    | 1    | スカーレットカラー | 2:35.3 | 1.3/4 | 39.8          | 岩田康誠     | 55   | 11   |
| 16着 | 6    | 12   | クロコスミア       | 2:35.3 | クビ  | 40.6          | 藤岡佑介     | 55   | 16   |

#### データ
| ハロンタイム        | 6.9 - 11.1 - 11.4 - 11.4 - 11.5 - 12.2 - 12.3 - 12.1 - 11.7 - 12.3 - 13.4 - 12.2 - 12.0 |
| 上がり4ハロン       | 49秒9                                                                                   |
| 上がり3ハロン       | 37秒6                                                                                   |
| 優勝馬上がり3ハロン | 34秒7（リスグラシュー）                                                                 |
| 上がり最速          | 34秒7（リスグラシュー）                                                                 |

#### 払戻
| 単勝   | 6          | 670円   |
| 複勝   | 6          | 210円   |
| 複勝   | 10         | 270円   |
| 複勝   | 7          | 390円   |
| 枠連   | 3-5        | 300円   |
| 馬連   | 6-10       | 2990円  |
| ワイド | 6-10       | 850円   |
| ワイド | 6-7        | 1450円  |
| ワイド | 7-10       | 2000円  |
| 馬単   | 6-10       | 6130円  |
| 3連複  | 6 - 7 - 10 | 10750円 |
| 3連単  | 6 - 10 - 7 | 57860円 |

## 記録

### リスグラシュー
- リスグラシューは前走のコックスプレートに続くGI4勝目。牝馬の制覇は2014年のジェンティルドンナ以来5年振り。宝塚記念と有馬記念の同一年制覇は2009年のドリームジャーニー以来の通算10頭目、牝馬としては初。
  - グランプリレースを2勝したのは牝馬では初となる
  - 勝ちタイムは2024年現在、2004年・2009年に次いで同レース史上3位

- 管理する矢作芳人調教師は有馬記念初出走で初制覇。

- 鞍上のダミアン・レーンも有馬記念初制覇で、史上8人目となる初騎乗初制覇[1]。JRAのGIは本年のヴィクトリアマイル（ノームコア）、宝塚記念（リスグラシュー）以来の通算3勝目。
- 生産したノーザンファームは、2019年の秋華賞からJRAのGIを10連勝で、2019年のGI19勝目。ともに自らの記録を更新[176]。

### その他
- ノーザンファーム生産の競走馬は12頭出走し、1着から4着までを独占した[177]。

- 有馬記念当日の中山競馬場の入場者数は、9万374人[178]。2018年の第63回有馬記念の90.2パーセントで前年比で減少[178]。開門前から徹夜で中山競馬場に並んだいわゆる「徹夜組」は1090人で2018年の第63回有馬記念の143.4パーセントで前年比で増加[178]。
- 有馬記念のみの売上は、468億8971万4600円。2018年の第63回有馬記念の107.4パーセントで前年比で増加[178]。
- 有馬記念当日、中山競馬場で行われた12回のレースでの売上は593億3979万1000円で2018年の105.7パーセントで前年比で増加[178]。

## エピソード
リスグラシュー

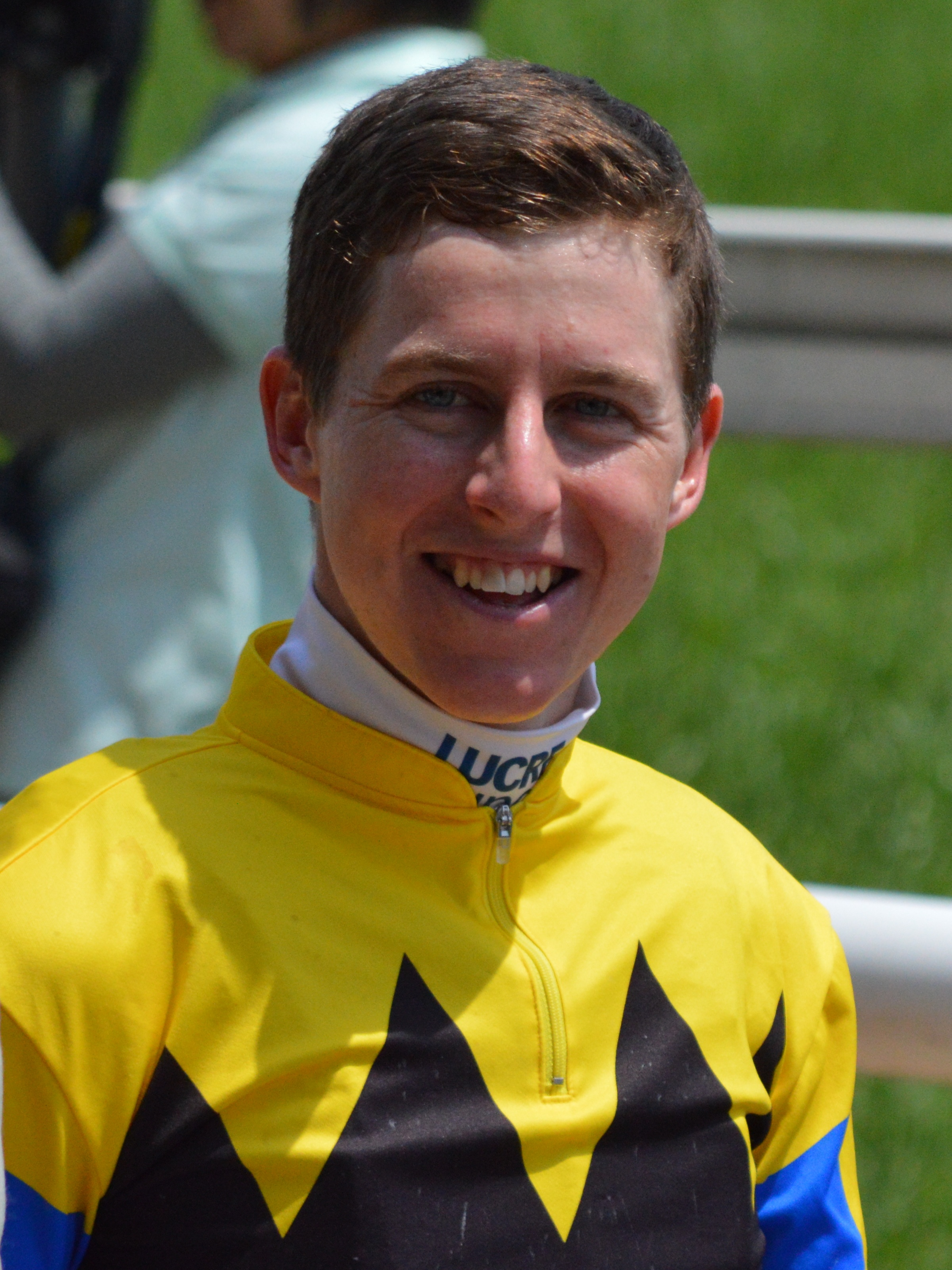
勝利騎手 ダミアン・レーン

- 騎乗したダミアン・レーンは、「アーモンドアイなど強い馬が相手でしたが、この馬に乗るのは3度目で、矢作調教師が"コックスプレートの後もさらに成長しているよ"と言われたので、今日は自信満々で乗りました。いいペースの流れになるだろうと思っていましたが、レースはその通りで、ラチ沿いのいいポジションをロスなく行けました。うまくスペースも出来て進んで行けました。本当に強い勝ち方をして、これが引退レースとは残念です。素晴らしい有馬記念に参加することが出来てありがたく思っています。特に、特例で騎乗出来る措置を取ってくれたJRAには感謝しています。皆さん、ありがとうございました」とコメントした[179]。
- 管理する矢作芳人は、「感無量です。やはり有馬記念は競馬ファンにとって1年の集大成ですし、日本人として特別な思いがあります。言葉では言い表すことが出来ません。コックスプレートの後は有馬記念に向けて逆算してやってきましたし、また一段と馬体が成長していました。悔いを残さないように、先週、今週と併せ馬をして、最高のパフォーマンスを見せてくれたと思います。宝塚記念もコックスプレートもレーン騎手で勝ちましたし、リスグラシューの鞍上に一番いいのはレーン騎手だと思って、JRAに申請をしました。（申請が通った時には）JRAはやるな、と思いました。スタートがカギだと思っていましたが、駐立する格好を見ていて、これは大丈夫だと思っていたら出てくれましたし、道中は（騎手に）任せていたので安心して見ていられました。オーストラリアで勝って、5歳の暮れにしてさらに進化していると思いましたが、自分の見立てが間違っていなかったと分かって嬉しいです。年度代表馬のタイトルを一生に一度は取ってみたいと思っていましたが、それが近づいたと思います。リスグラシューは史上稀に見る名牝です。ありがとうとしか言えません。スタッフもよく考えてやってくれて、牧場スタッフの皆さんもよくやってくれました。みんなのおかげです」とした[179]。
- 所有するキャロットファームの代表、秋田博章は、「じっとして動かなかったものね。ジョッキーの判断はすごいし、（馬は）強いのひと言」と振り返り、「（来春の）ドバイを使ってからにすると、発情が遅れるし、良い子を産む可能性を邪魔することになる」と引退の理由を公表した[180]。
- 生産したノーザンファームの場長、中島文彦は、「ひ弱さが消え、ここにきての急成長ぶりはこちらとしても驚き。引退は惜しいが、いい花道を飾ってくれた」とした[180]。
  - ノーザンファームの代表、吉田勝己は、繁殖牝馬としての最初の種付け相手を「ロードカナロアが候補として有力」とした[180]。

サートゥルナーリア
- 騎乗したクリストフ・スミヨンは、「勝った馬は強すぎました。大事なのはいかにレース前に冷静でいられるかでしたが、それはうまく行きましたし、ゲートに入った時に、"よし、これは"と思いました。強いて言えば、もう少し前のポジションが取れれば良かったのですが、ただ、仮に前から伸びていても、リスグラシューが来ていたのではないでしょうか。勝ち馬はこれで引退ですし、来年はこの馬が日本で一番強いということになるのではと思います。最後まで止まっていませんが、2500mよりは2000mの方がいいのかもしれません。この馬は日本でトップクラスの馬であるという気持ちは変わりません」と回顧した[179]。
- 管理する角居勝彦は、「落ち着いてレースをしてくれました。右回り、左回りは特に気にしていなくて、それよりも落ち着きの方がポイントでした。現段階の力は出し切ることが出来ましたが、勝った馬が強かったです。」と振り返った[179]。

ワールドプレミア
- 騎乗した武豊は、「ラストはいい伸びでした。ある程度、決め打ちするしかチャンスはないと思って、じっくりとためるだけためて行きました。4コーナーからの伸びは良かったですし、来年が楽しみです」と振り返った[179]。

フィエールマン
- 騎乗した池添謙一は、「今日は勝ちに行く競馬をしました。1周目のスタンド前でしっかりとポジションを取ることが出来て、アーモンドアイをマークしながらレースを進めて、勝負どころから仕掛けて行きました。4コーナーではいけるかもと思いましたが、自分よりさらに後ろにいた馬に交わされてしまいました。直線はジリジリとなりながらもよく踏ん張っています。勝ちに行っての4着ですから、フランス帰りでもよく頑張っています」とした[179]。
- 管理する手塚貴久は、「いい競馬でした。勝ちに行って、オッと思わせるほどでした。まだまだこれから良くなるでしょうし、これくらいの距離は合っています。池添騎手がうまく乗ってくれました」と振り返った[179]。

キセキ
- 管理する角居勝彦は、「最近は道中あまり行けなくなっています。その中でもよく盛り返してくれています」とした[179]。

シュヴァルグラン
- 騎乗した福永祐一は、「形としては悪くありませんでしたが、勝負どころで内にモタれて苦しいところを見せていました。それでももう1回ファイトしてくれて、最後までしっかり走ってくれました」とコメントした[179]。

レイデオロ
- 騎乗した三浦皇成は、「うまくゲートを出ることが出来ず、後ろからになってしまいました。それでも最後はよく来ていますし、よく走ってくれました」と振り返った[179]。

ヴェロックス
- 騎乗した川田将雅は、「いい雰囲気でレースに臨めて、この馬としてはいい形で競馬を組み立てることが出来ました。この経験が今後に生きればと思います」とした[179]。

アーモンドアイ
- 騎乗したクリストフ・ルメールは、「スタンド前で冷静さを欠いてしまいました。2500mでリラックスしていないと最後は疲れてしまいます。アーモンドアイも最後は疲れてしまいました。フィジカルや状態は大丈夫でしたが、リズムが良くありませんでした」とした[179]。
- 管理する国枝栄は、「レース前の精神状態は良く、スタート直後もいい感じに見えました。ただ、1周目のスタンド前で他の馬が動いたこととファンの歓声に反応してしまい、ポンと外へ出てしまいました。そこから1周スイッチが入ったままになってしまい、ガス欠になりました。あの位置でもリラックスしていれば良かったのですが、気が入っていていつもの走りではありませんでした。レース後、馬に異常はなかったです。今は呆然としていて、次走については何も考えられていません」とコメントした[179]。[注 7]

エタリオウ
- 管理する友道康夫は、「状態は良く、横山典弘騎手も『前走以上』だと言ってくれたが、展開が向かなかった」と振り返った[181]。

アルアイン
- 騎乗した松山弘平は、「状態が良くなっていて、気性の悪さも気にならなかった。直線で先頭に立つ場面もあり、最後まで頑張ってくれた」とコメントした[182]。

スワーヴリチャード
- 騎乗したオイシン・マーフィーは、「位置取りは良かったが、残り800メートルで歩様がおかしくなった」とした[183]。

スティッフェリオ
- 騎乗した丸山元気は、「自分のペースで行けた。2周目の3〜4コーナーで馬場の荒れたところを通り、脚を取られたりしたが、自分の競馬は出来た」とした[184]。

アエロリット
- 騎乗した津村明秀は、「一生懸命に走りすぎるところのある馬だが、よく頑張ってくれた」とした[184]。

スカーレットカラー
- 騎乗した岩田康誠は、「内枠でポジションを取りに行って、うまく折り合うことも出来ました。この馬のレースは出来ました」とした[184][179]。

クロコスミア
- 騎乗した藤岡佑介は、「3番手は想定通りでした。厳しいペースになって、最後は一杯一杯になってしまいました」とした[184][179]。

## テレビ・ラジオ中継
本レースのテレビ・ラジオ放送の実況担当者
- 日本放送協会（NHK）：高木修平（NHKグローバルメディアサービス出向）
- ラジオNIKKEI：小林雅巳
- フジテレビ：青嶋達也（アナウンス室副部長） 解説:松本ヒロシ（競馬エイト・トラックマン）、岡部幸雄（元JRA騎手）
- ニッポン放送：清水久嗣（フリー契約）
- ラジオ日本：矢田雄二郎
- 毎日放送（MBS）：仙田和吉